# Ulrich von Lilienfeld
Ulrich von Lilienfeld (au nom latinisé en Ulricus Campililiensis), né avant 1308 à Klosterneuburg ou à Vienne et décédé avant 1358 à Lilienfeld (Autriche), est un moine et prêtre de l'ordre cistercien et abbé de l'Abbaye de Lilienfeld. Il fut actif comme écrivain du Moyen Âge tardif.

## Éléments biographiques
Le père d'Ulrich est originaire de Nuremberg et s'installe à Klosterneuburg. Ulrich lui-même est probablement entré au monastère de Lilienfeld vers 1327. De 1345 à 1351 il est abbé du monastère de Lilienfeld. Ses parents et son oncle sont enterrés dans l'église du monastère. Dans plusieurs documents, il est appelé Abt Ulrich. Sous sa direction, l'acquisition par le monastère de vignes à Pfaffstätten est attestée. L'abbé Ulrich démissionne de son office en 1351, peut-être pour pouvoir se consacrer davantage à son activité d'écrivain.

## Œuvre
L'abbé Ulrich est l'auteur des « Concordantiae Caritatis », qui font partie des manuscrits illustrés typologiques du Moyen Âge.  Composées vers 1355, les Concordantiae caritatis sont une construction typologique qui met en relation des passages de l’Ancien et du Nouveau Testament, des scènes tirées de la vie des saints et des éléments de l’histoire naturelle.  Ulrich von Lilienfeld explique, en images et dans le texte des commentaires, les passages des évangiles se rapportant aux dimanches et aux diverses fêtes religieuses de l'année ecclésiastique et les légendes des saints avec des scènes typologiques tirées de l'Ancien Testament et d'exemples tirés de l’histoire naturelle. Dans sa mise en relation picturale entre des passages de l'Histoire sainte, des scènes de la vie des saints et des éléments issus de la création, les Concordantiae Caritatis font partie, avec la Bible moralisée, la Biblia pauperum et le Miroir du salut humain (Speculum humanae salvationis) des cycles typologiques du Moyen Âge. L'importance du manuscrit réside dans la richesse des illustrations plutôt que dans la qualité littéraire, jugée très pauvre par Knapp.
L'organisation des illustrations rappelle les Biblia pauperum, la description textuelle est proche d'un Speculum humanae salvationis, le nombre des groupes typologiques est plus proche des « Rota in medio rotae ». La nouveauté consiste en l’organisation non pas d'après la vie du Christ, mais d'après l’année ecclésiastique. Le manuscrit se termine avec des cycles sur les Dix Commandements et les vertus et les vices (psychomachie, arbre des vices). Le manuscrit est composé de cinq parties, de tailles très inégales :
Temporale : 156 esquisses de prêches qui conduisent le lecteur à travers les fêtes de l'année ecclésiastique. Chaque événement de l'évangile est illustré sur le verso de la feuille précédente et est suivi d'un commentaire détaillé sur le recto de la feuille suivante.
Speculum: Un extrait non illustré d'un Speculum humanae salvationis, juste une double feuille
Sanctorale : 73 esquisses de prêches pour les fêtes des saints, commençant avec la fête de saint André, et se terminant par la fête de la sainte Catherine (y compris des saints locaux, comme saint Florian  et saint Colman)
Commune : Neuf prêches pour diverses occasions : dédication, prima missa, jugement dernier, apôtres, martyrs, confesseur et vierges
Catéchisme en images : Dix Commandements, vertus et vices, divers arbres (arbre des oiseaux, arbre des vices)
D'autres manuscrits de la bibliothèque de l'abbaye, dont l'attribution à l'abbé Ulrich est douteuse, sont les Codex Campililiensis 192 et 194, respectivement des considérations sur les titres des psaumes et un commentaire sur les évangiles de Jean et Luc.

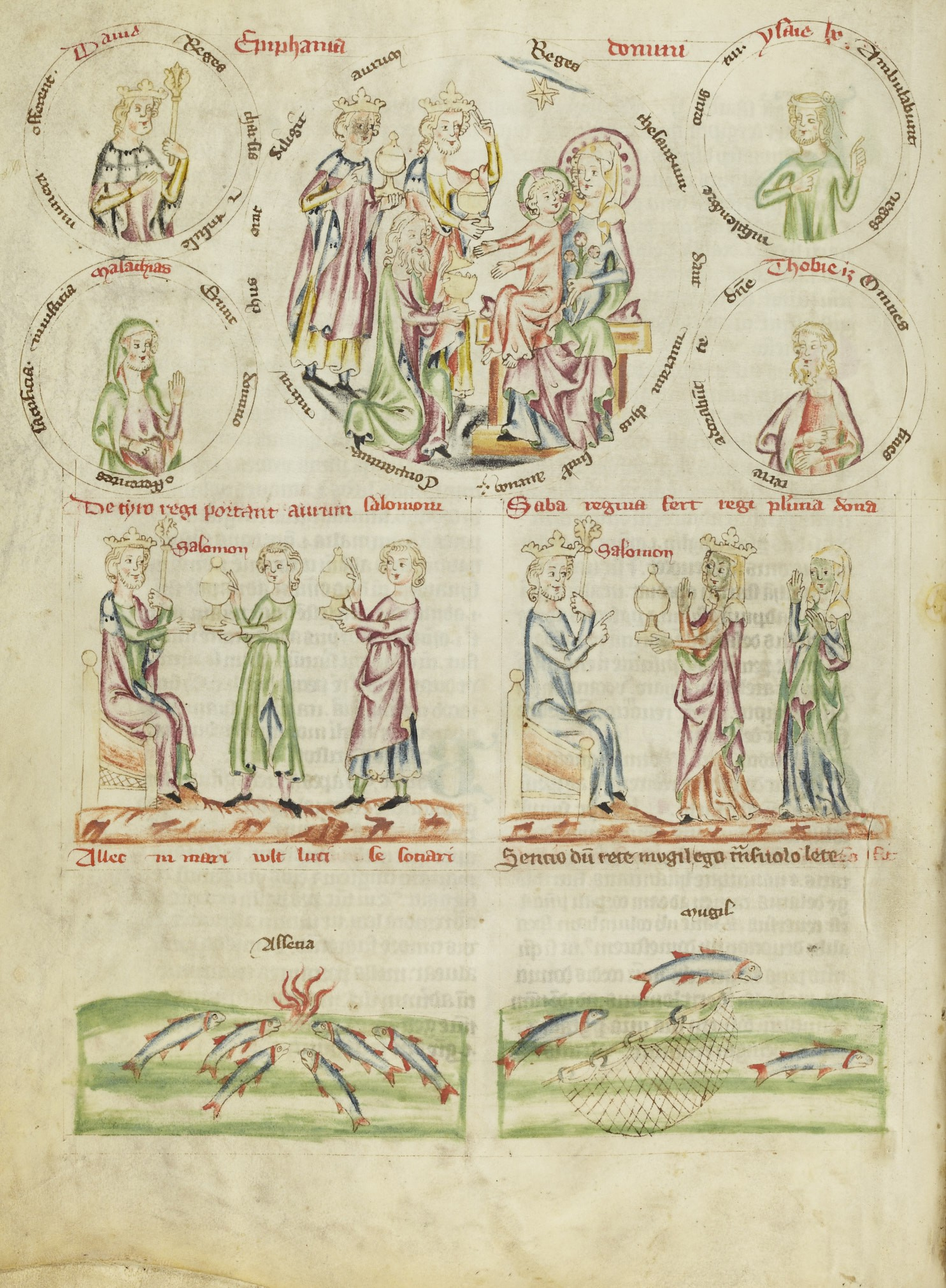
Épiphanie. Au centre l'adoration des Rois Mages, à gauche David, au-dessus de Malachie, à droite Isaïe au dessus de Tobie. Dans la première rangée, offrandes au roi Salomon (la roi de Tyr à gauche, la reine de Saba à droite). Les poissons à gauche sont attirés par la lumière, à droite évitent le filet.

Chaque image est structurée en cinq champs correspondant à la démarche du prédicateur : 
- Au centre (dans un grand cercle dans la version originale) une image du Nouveau Testament ou de l'histoire des saints. Quatre médaillons avec des prophètes, entourés d'inscriptions, renforcent l'événement.
- Dans une rangée en-dessous, cette scène est expliquée et illustrée par deux images avec des correspondances de l'Ancien Testament
- Dans la rangée du bas, deux scènes de l'histoire naturelle doivent confirmer ces commentaires.

Comme d'usage dans l'interprétation typologique, l'exemple (typos) de l'Ancien Testament est l'annonce de l'événement de Nouveau Testament (antitypos), complété par une allégorie tirée de la nature.
Le manuscrit original est de plusieurs mains : Jusqu'au folio 22r, les textes sont écrits par Ulrich lui-même. Ensuite, plusieurs collaborateurs ont participé. Ulrich reste au projet comme correcteur, écrit lui-même la paraphrase du Speculum humanae salvationis (folios 155v–156r) les pages de texte 196r et 245r (reconnaissables à son encre verte de correcteur) et l'appendice sur les vices et vertus (folios 249v–263r). Ulrich est responsable des rubrications et des inscriptions sur les pages d'image. 

## Copies du manuscrit
Le manuscrit original des Concordantiae Caritatis est conservé à l'Abbaye de Lilienfeld  (Stiftsbibliothek, Codex Campililiensis 151). Il comporte 263 feuilles et 245 miniatures.
Un exemplaire des Concordantiae caritatis, copiées à Vienne en 1471, est conservé à la BnF de Paris (Paris, BnF, Manuscrits, NAL 2129). La copie parisienne est fidèlement illustrée de plus de deux cents pleines pages de dessins aquarellés, à partir de la copie de Budapest (conservée à la bibliothèque des piaristes (cod. CX 2 datée de 1413), d'autres sont au Morgan Library and Museum (M 1045), troisième quart du XVe siècle de New York, à Eichstätt, Munich et à Manchester. En tout, 40 copies de parties du texte, du texte entier ou du texte et des illustrations sont connues ; aucune n'est complète.

## Galerie

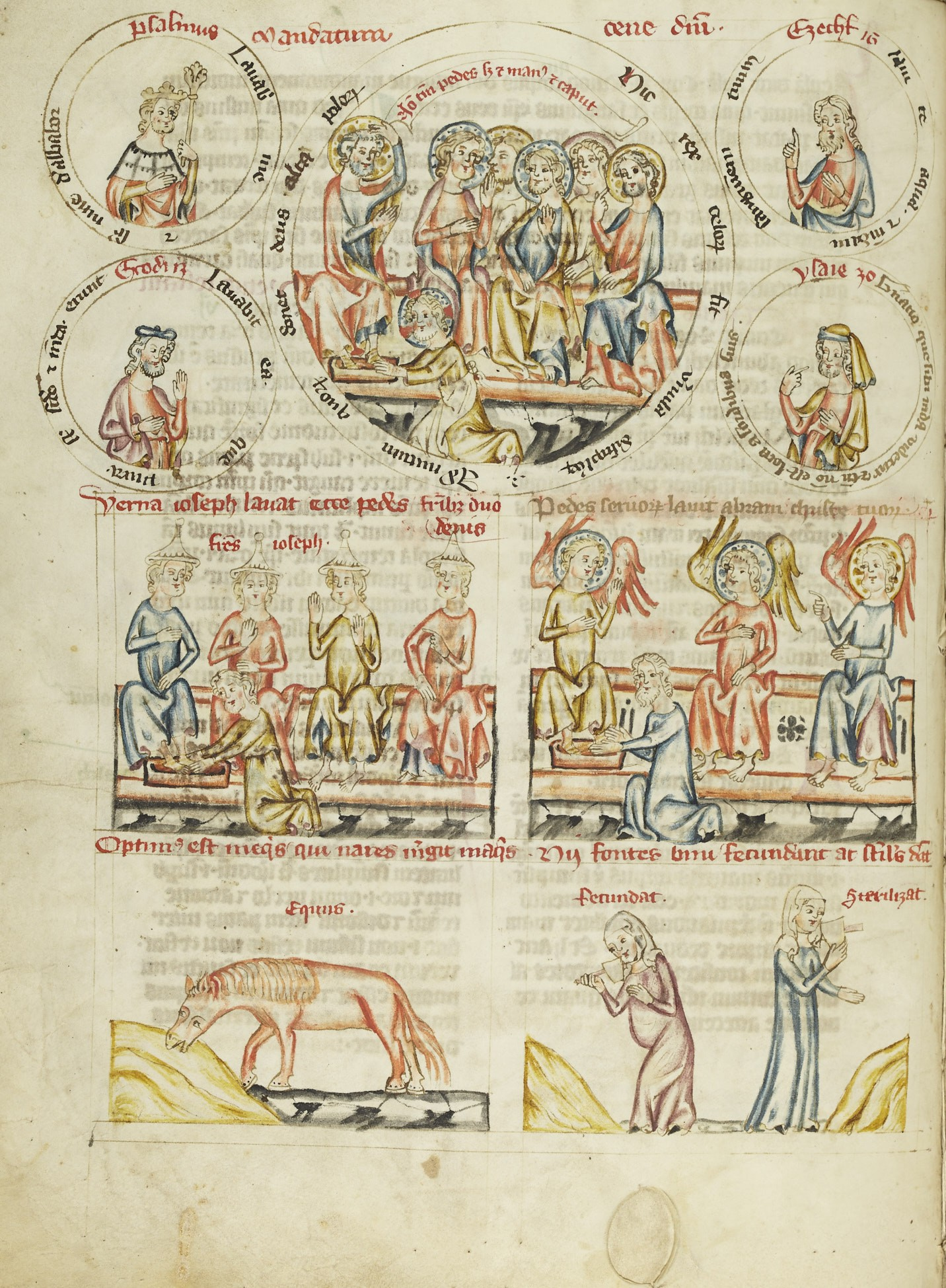
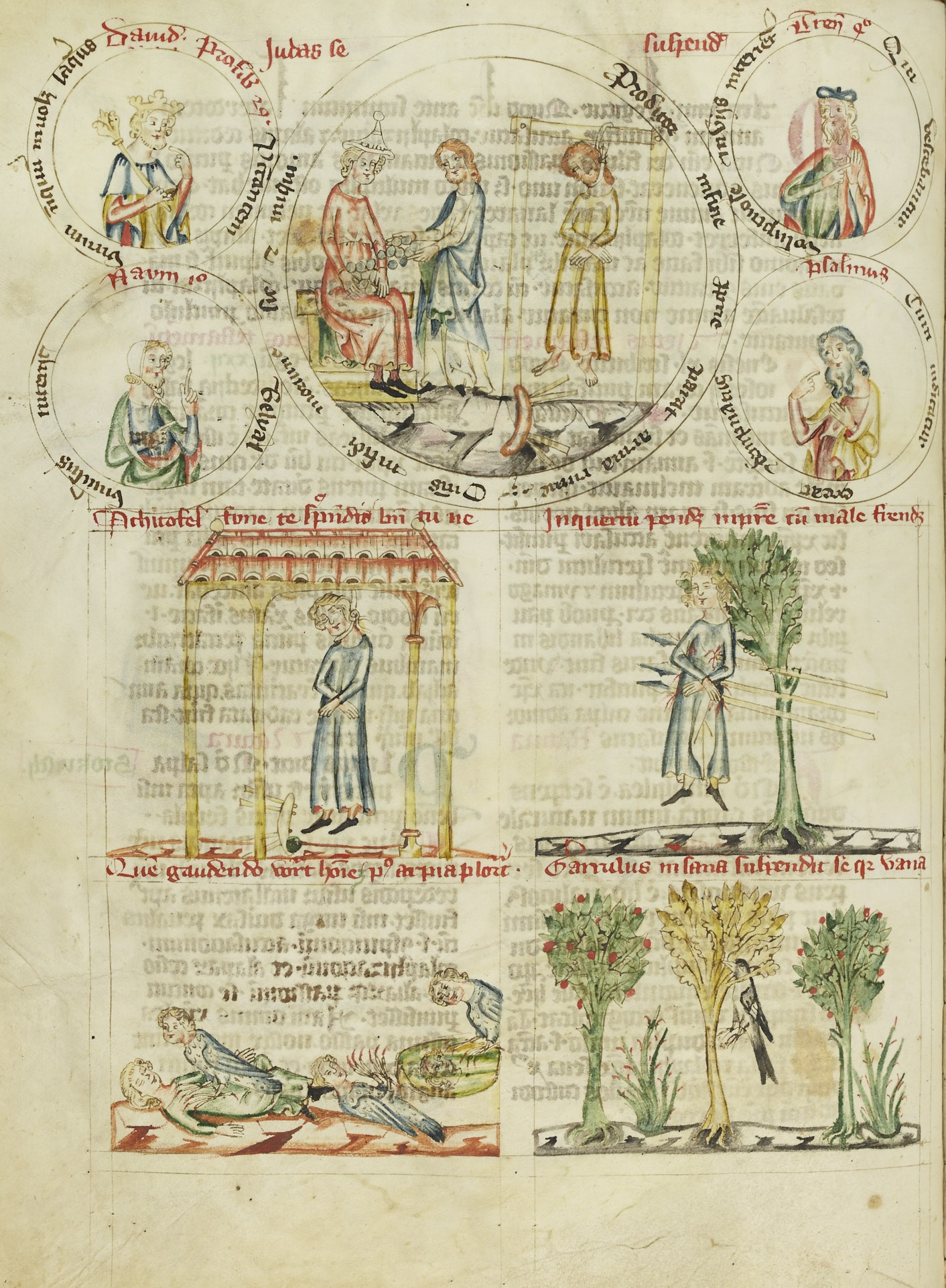
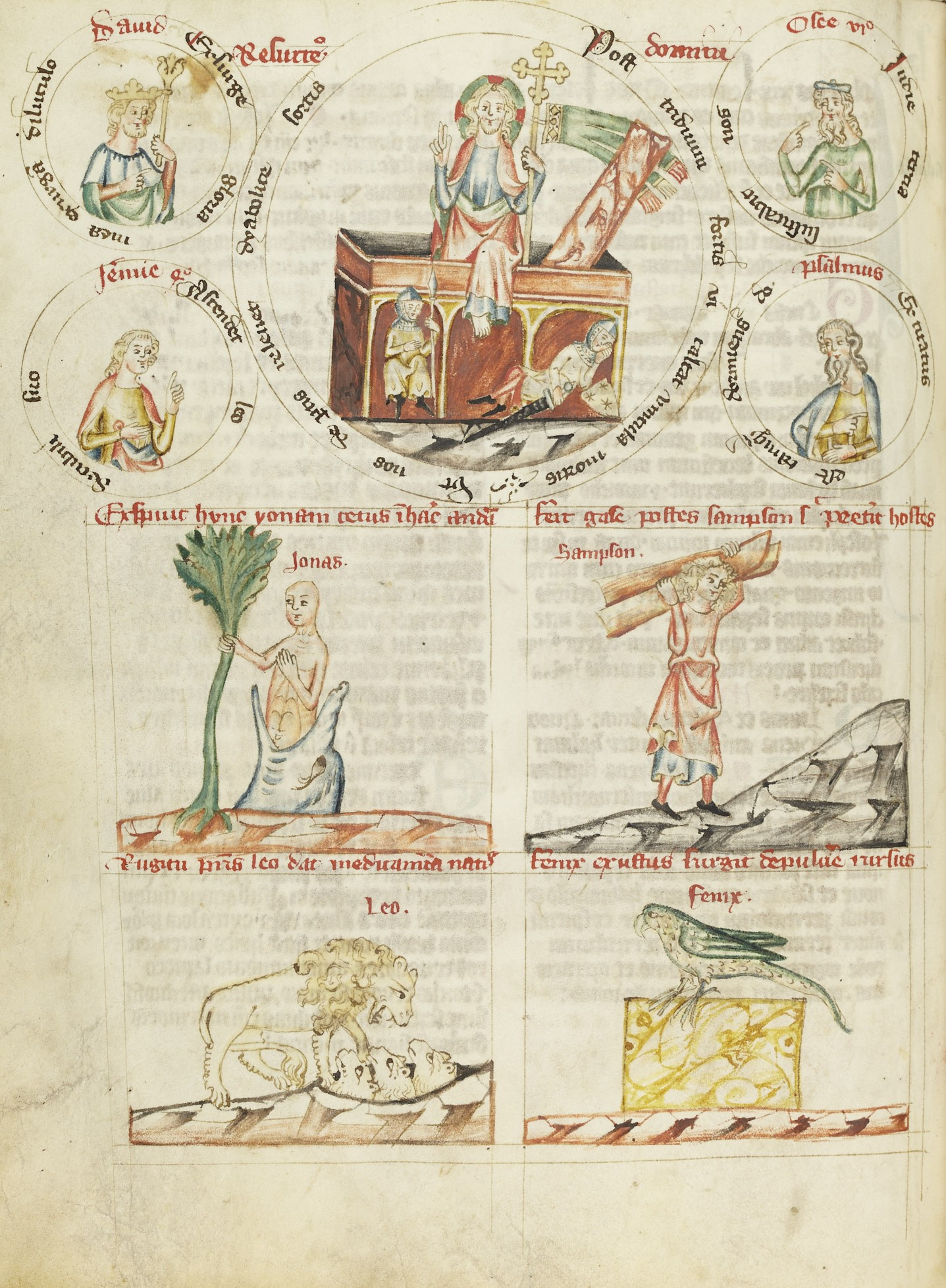
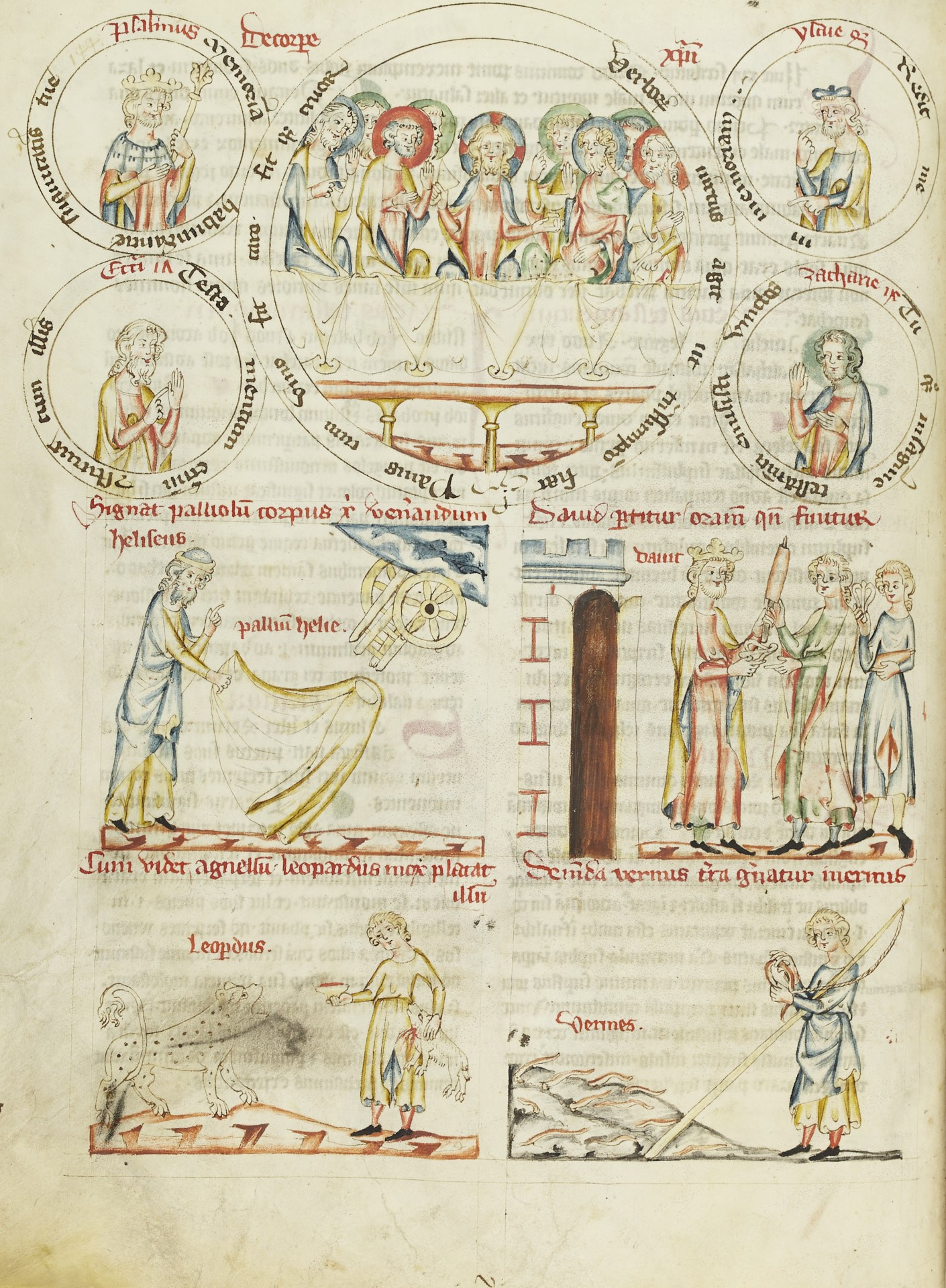
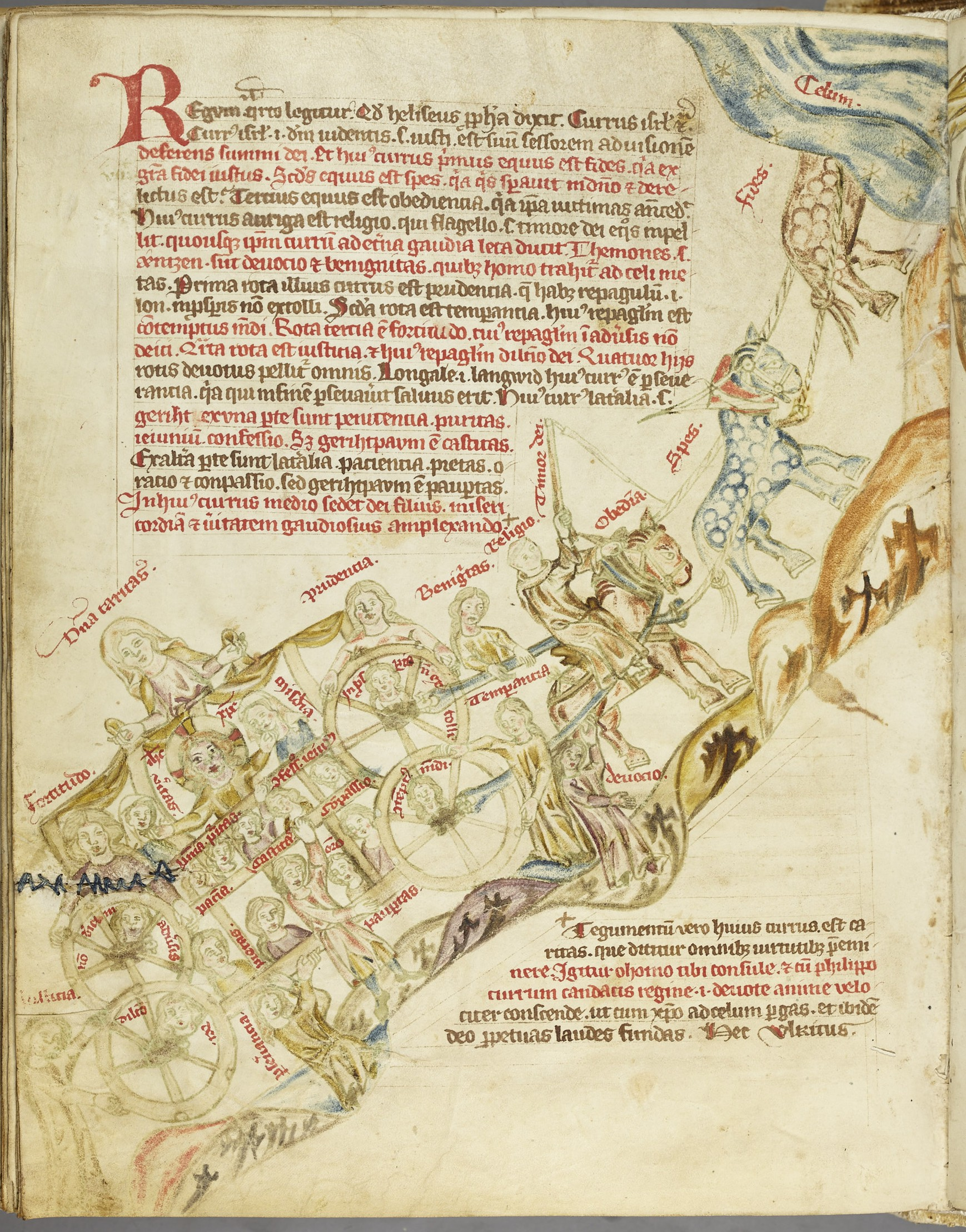
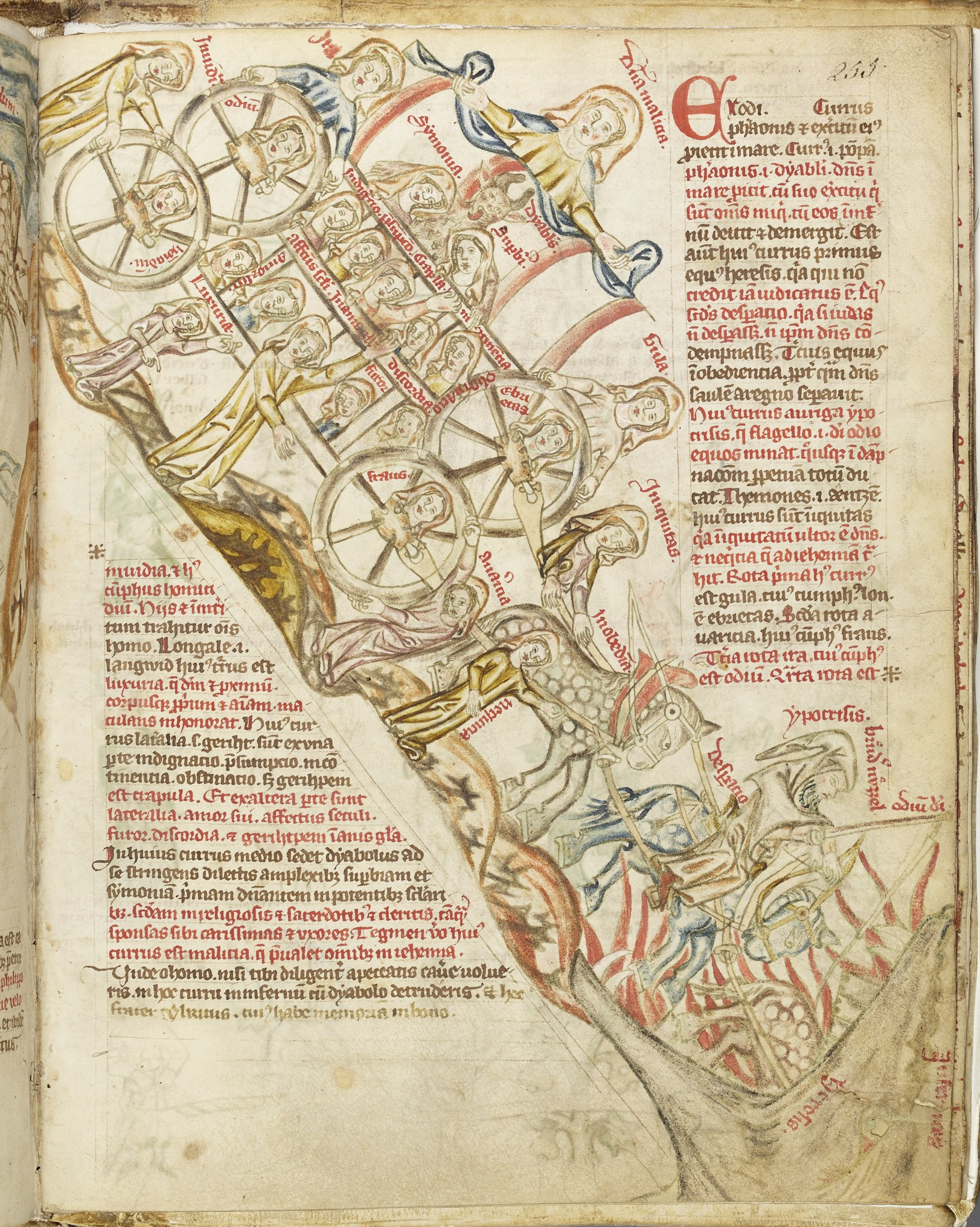

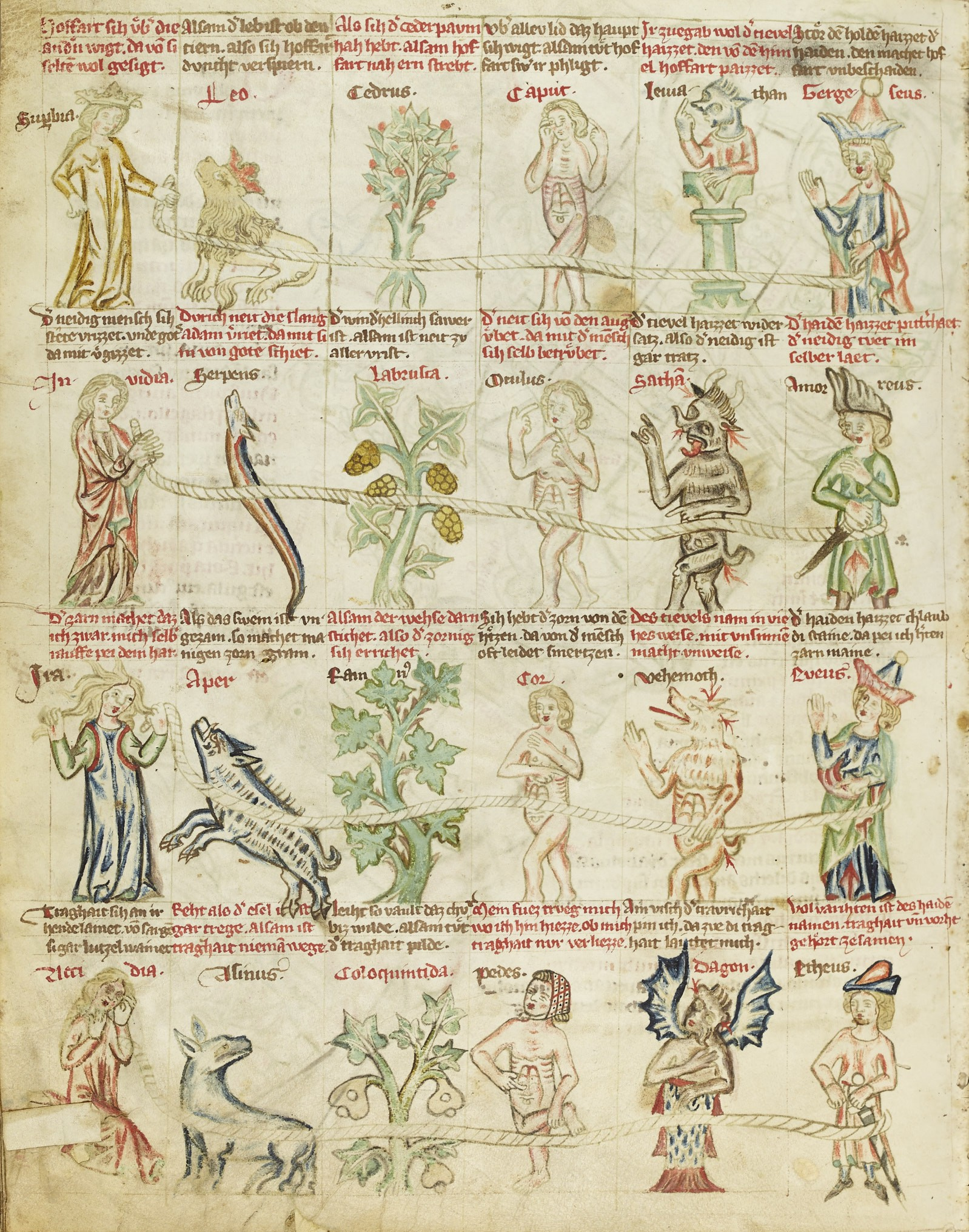
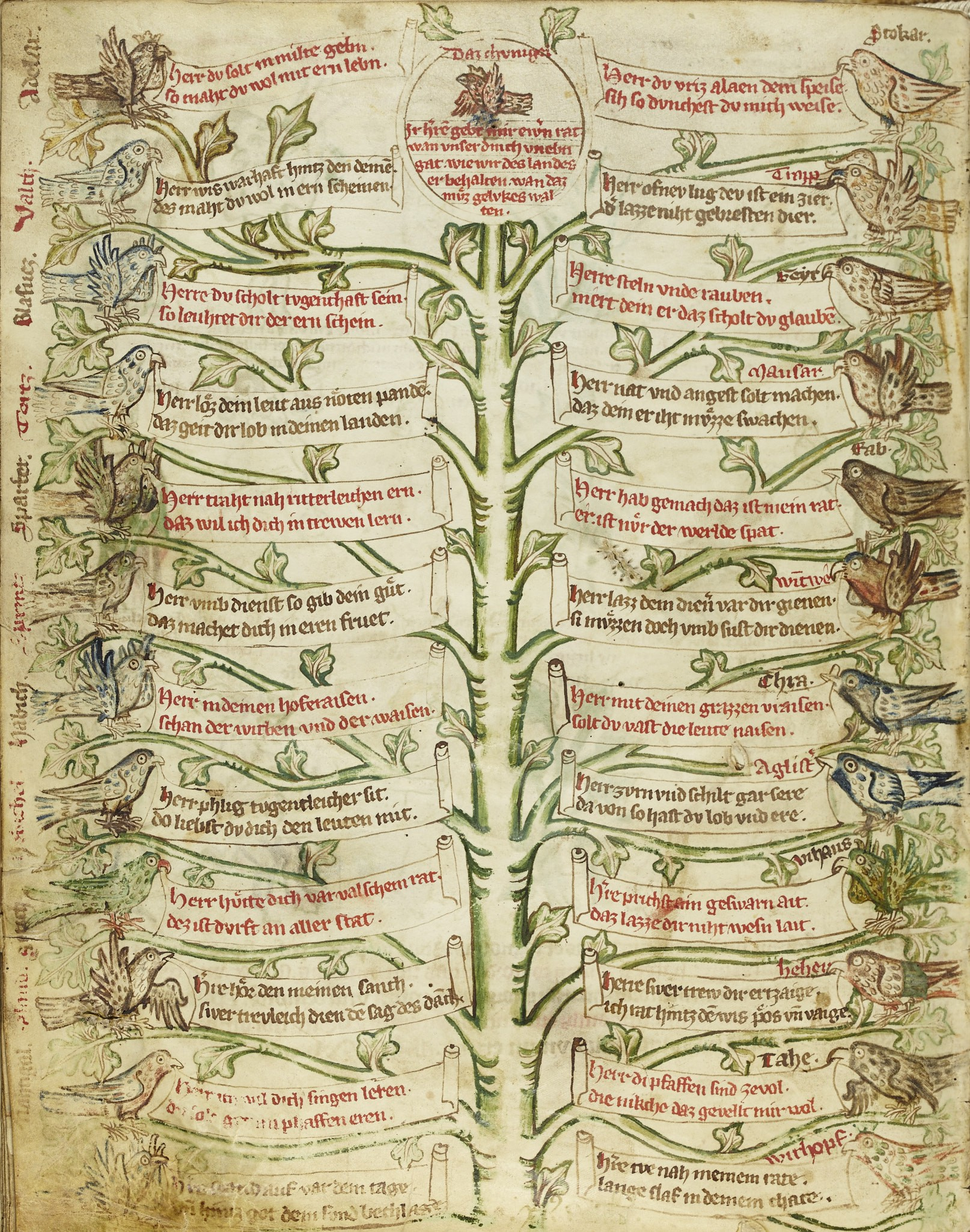
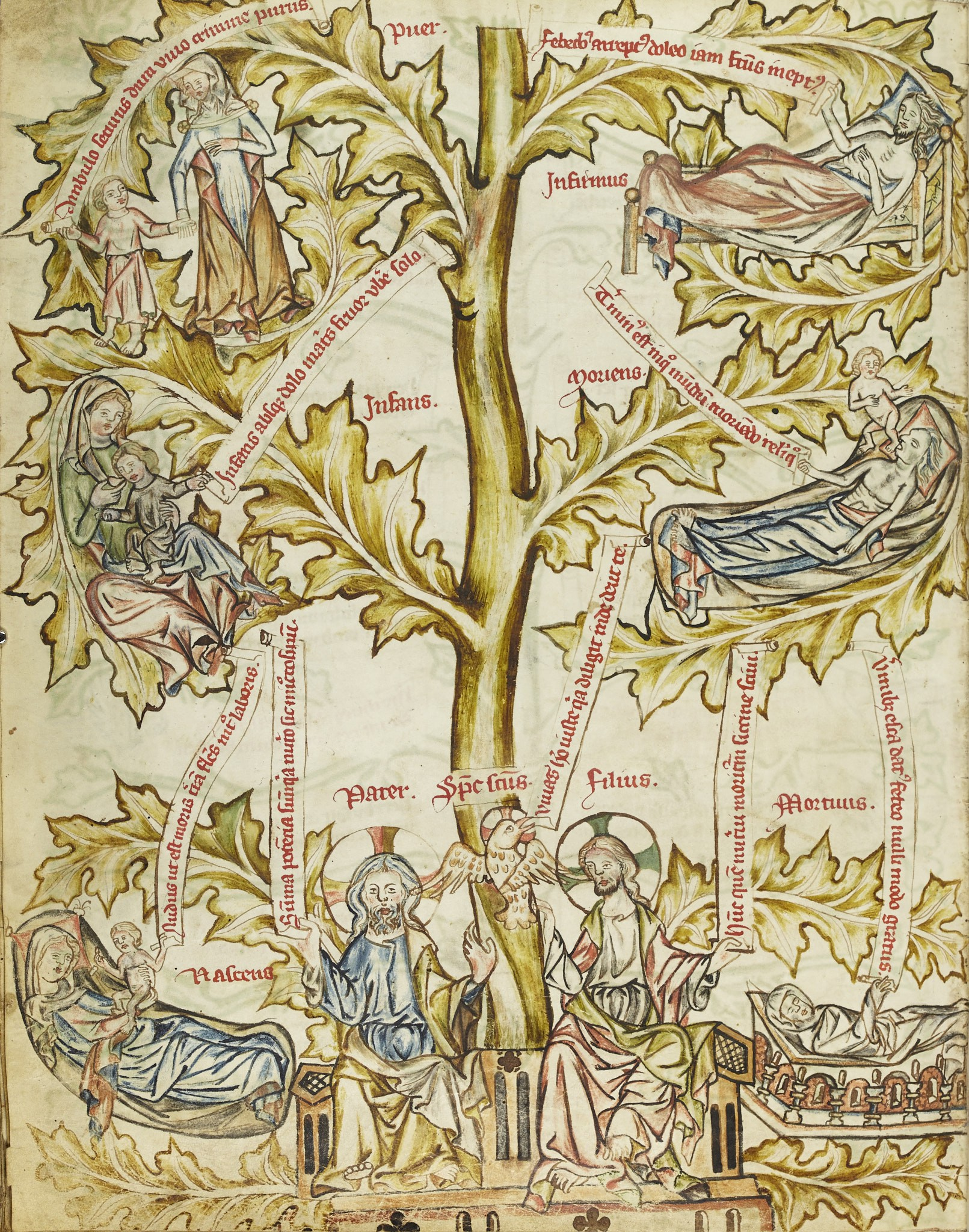
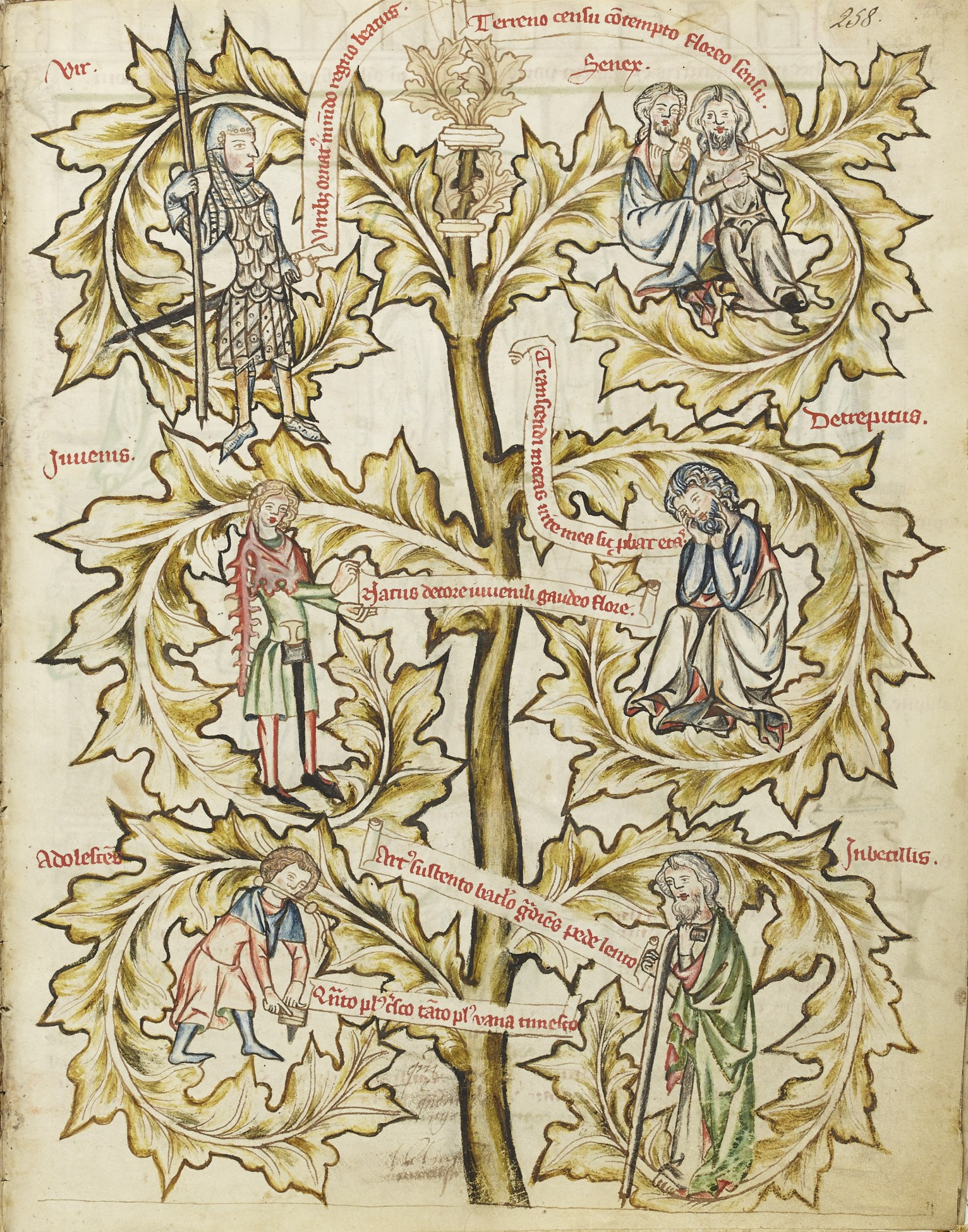
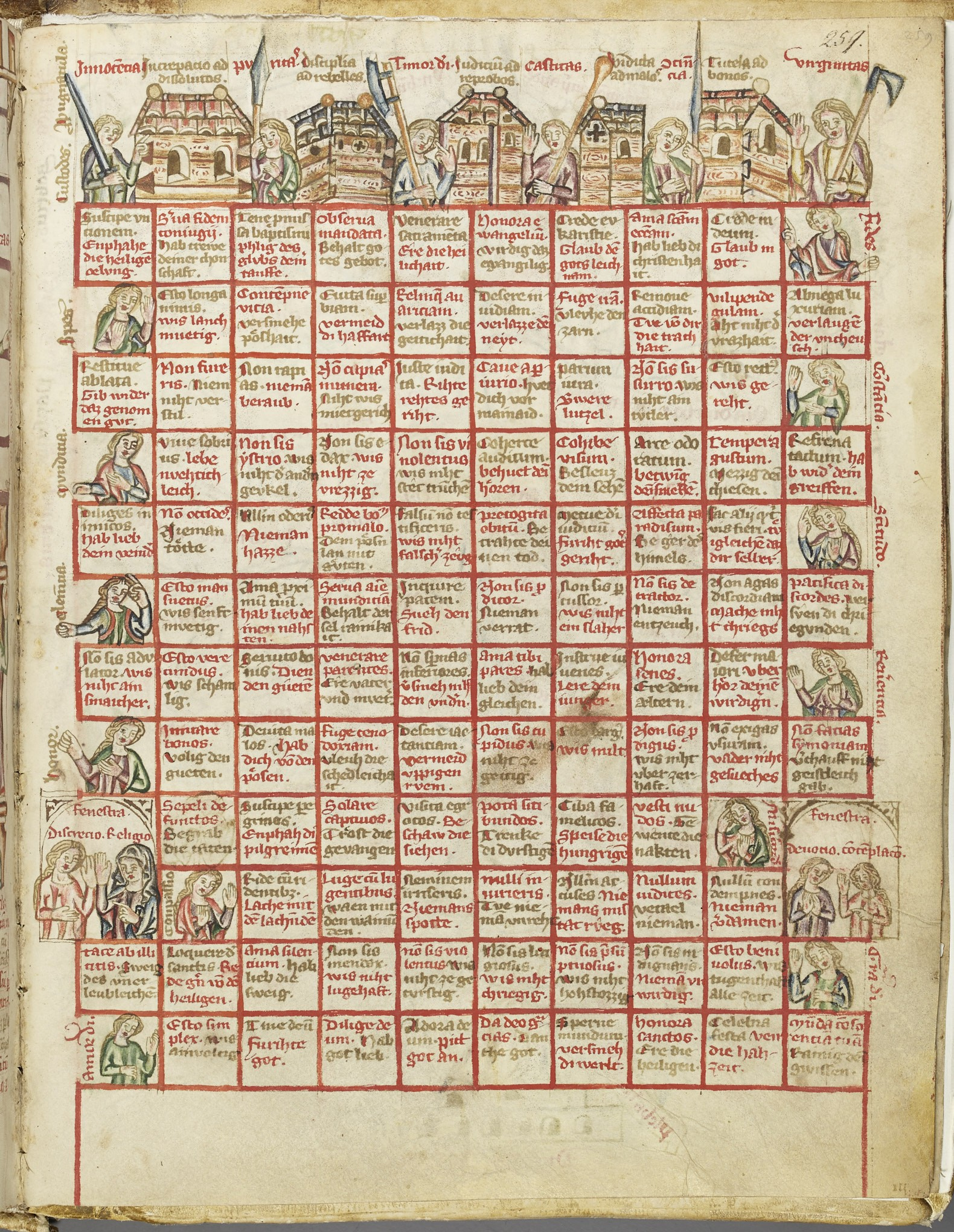
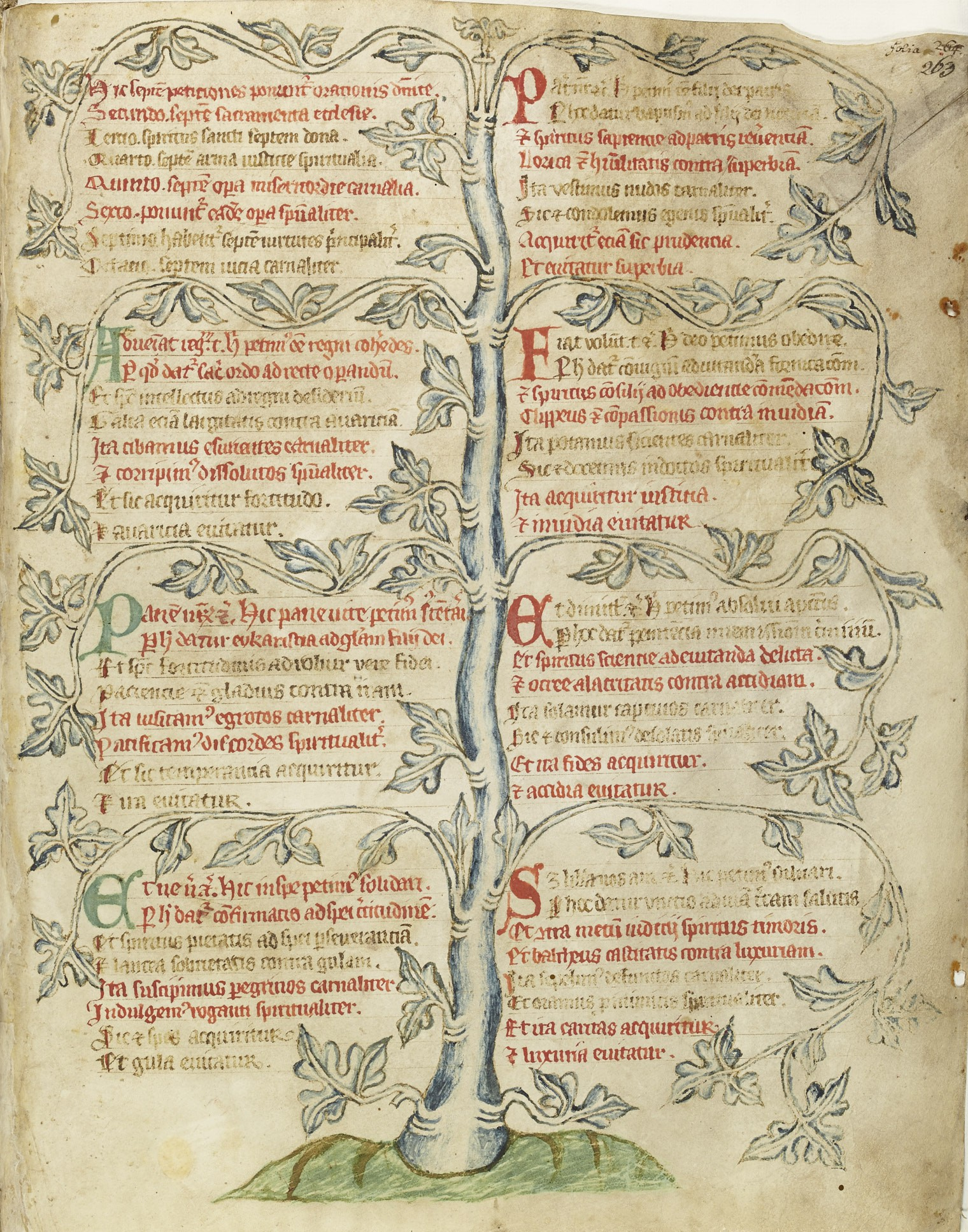

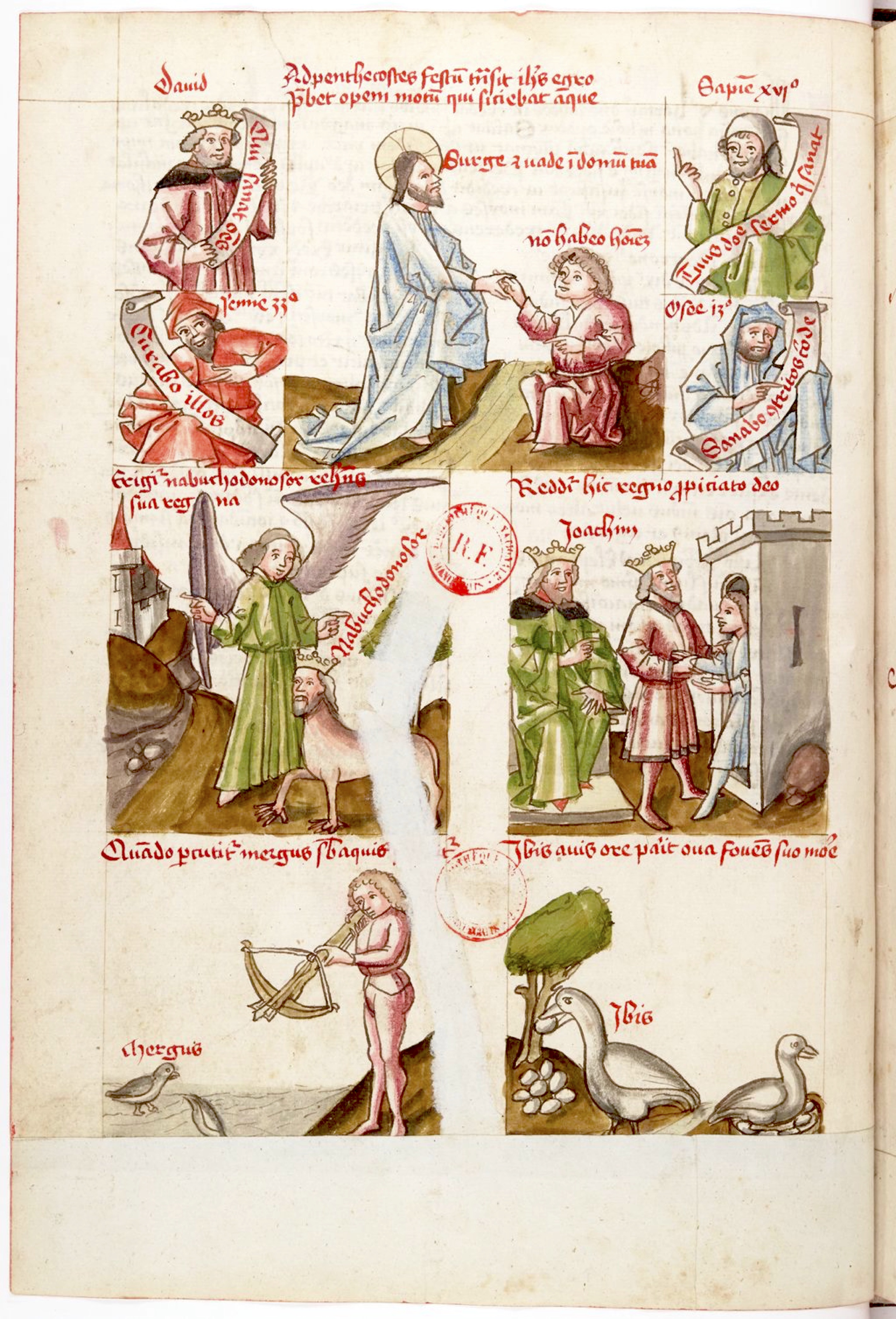
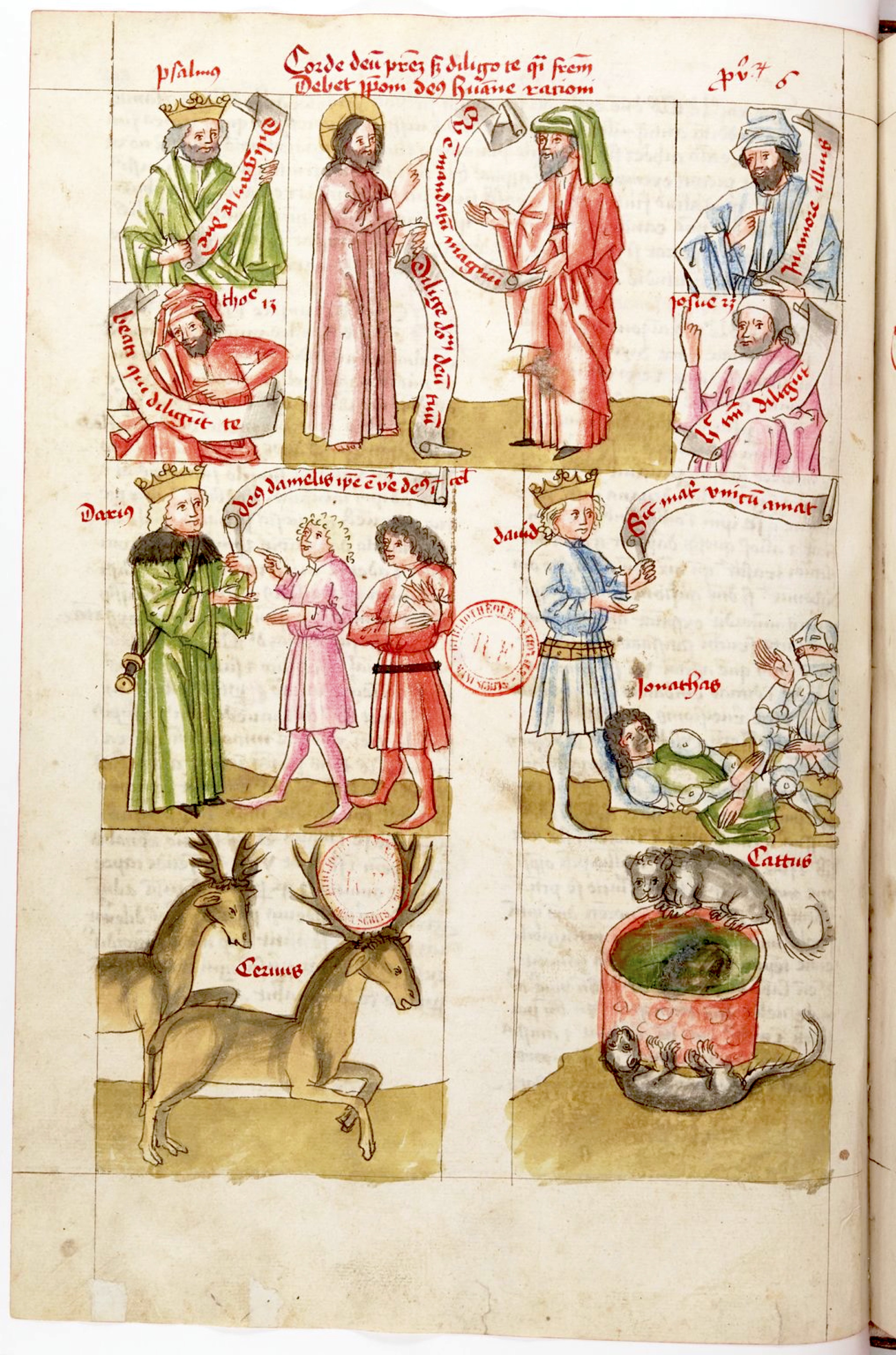
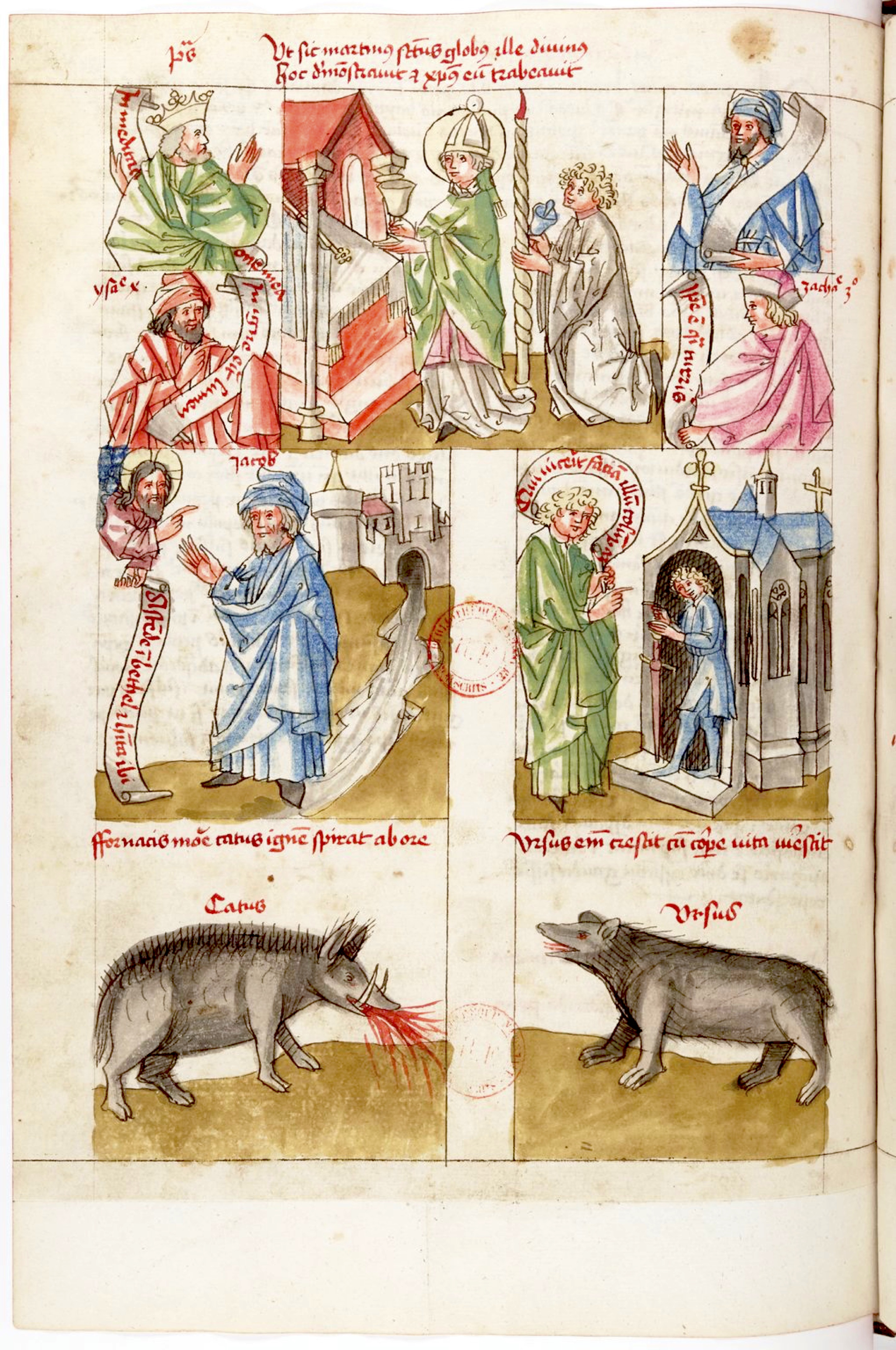
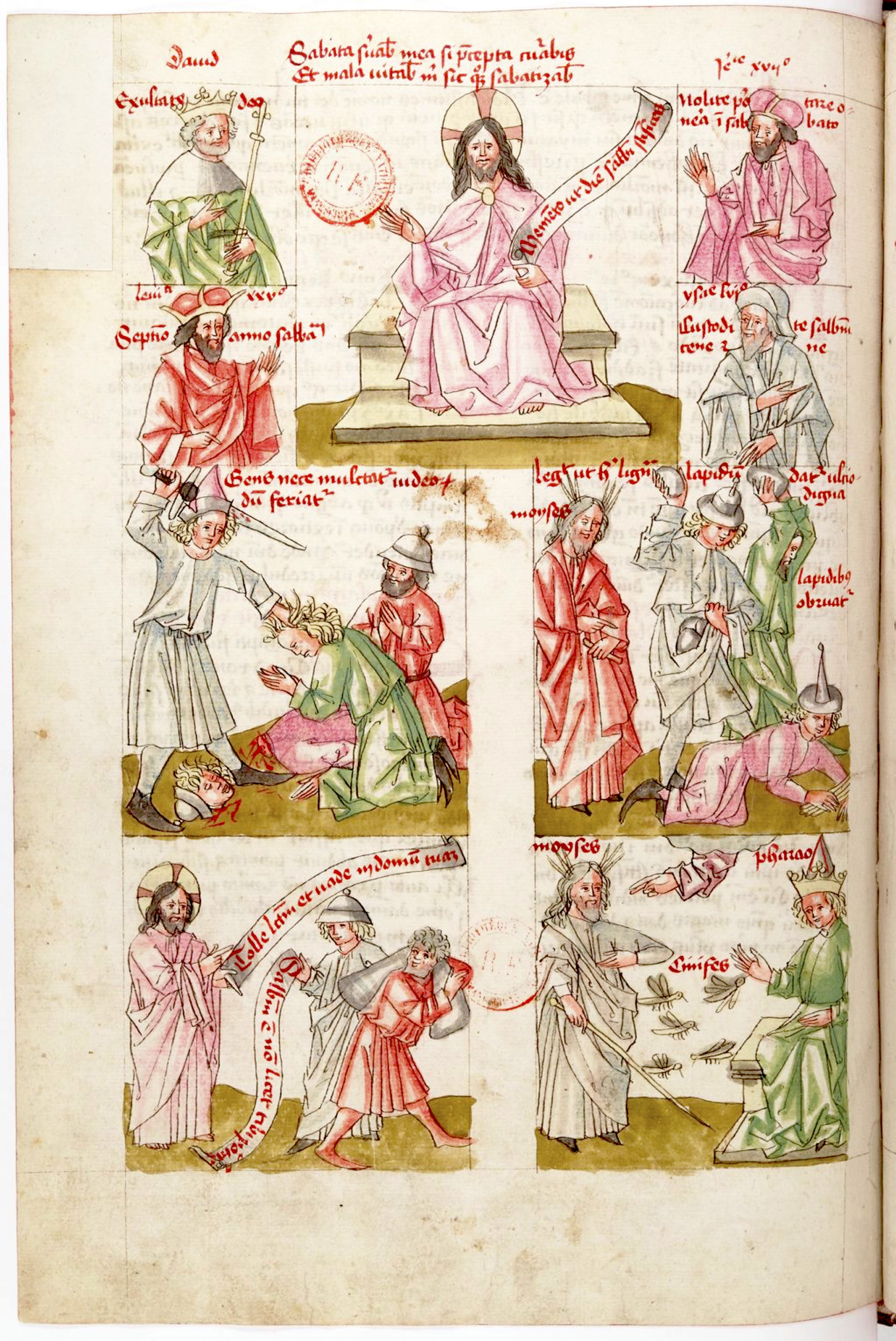
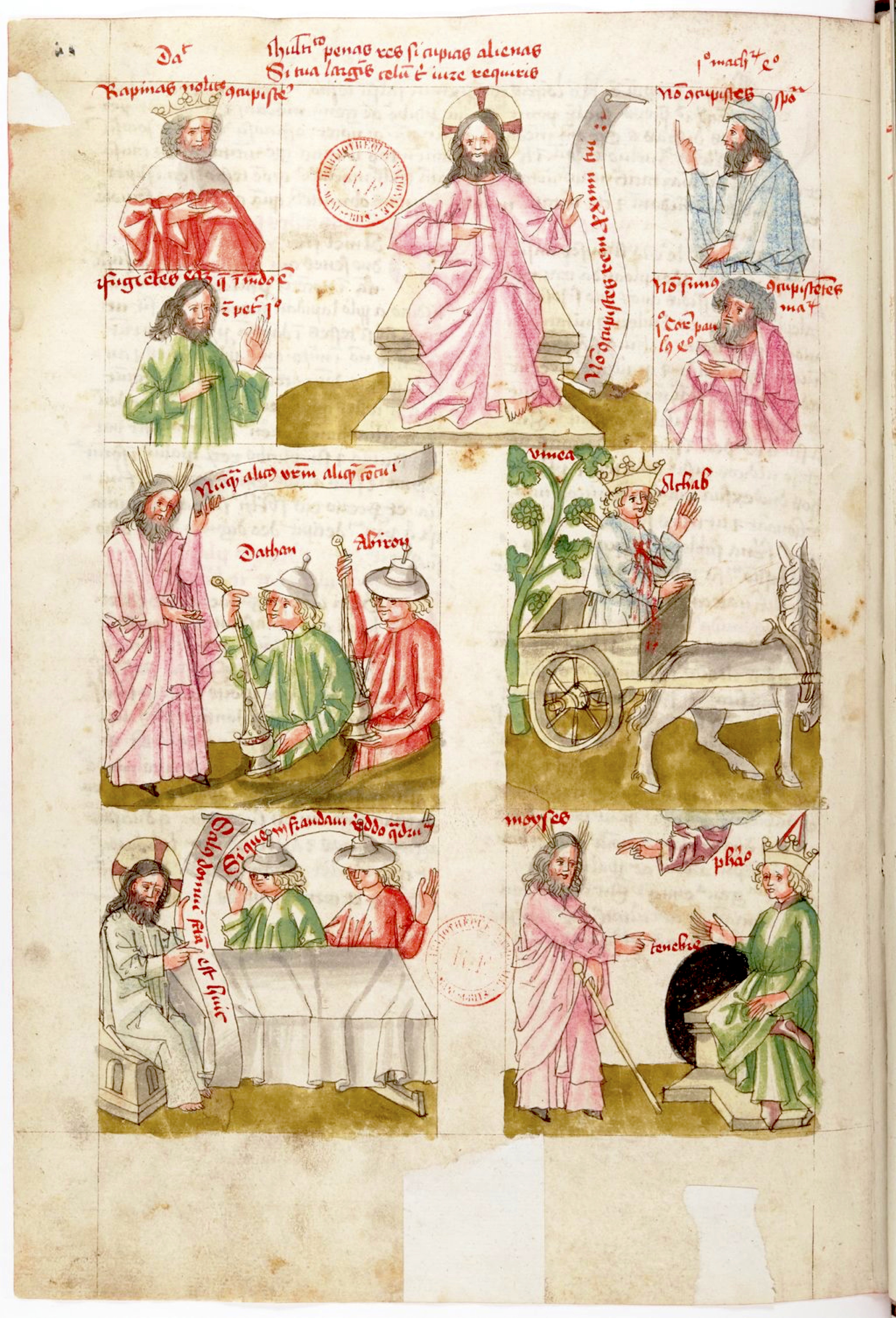
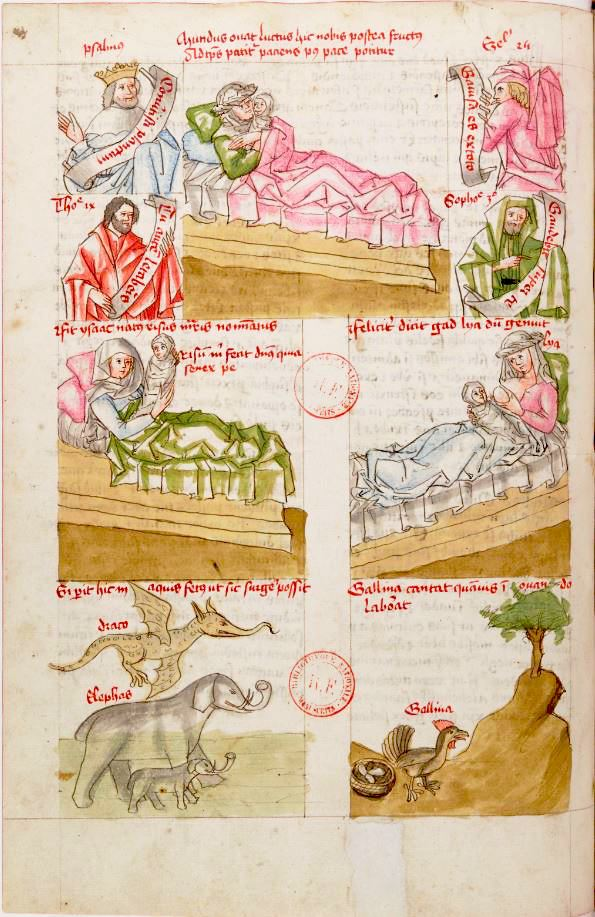

Illustrations du manuscrit de l'Abbaye
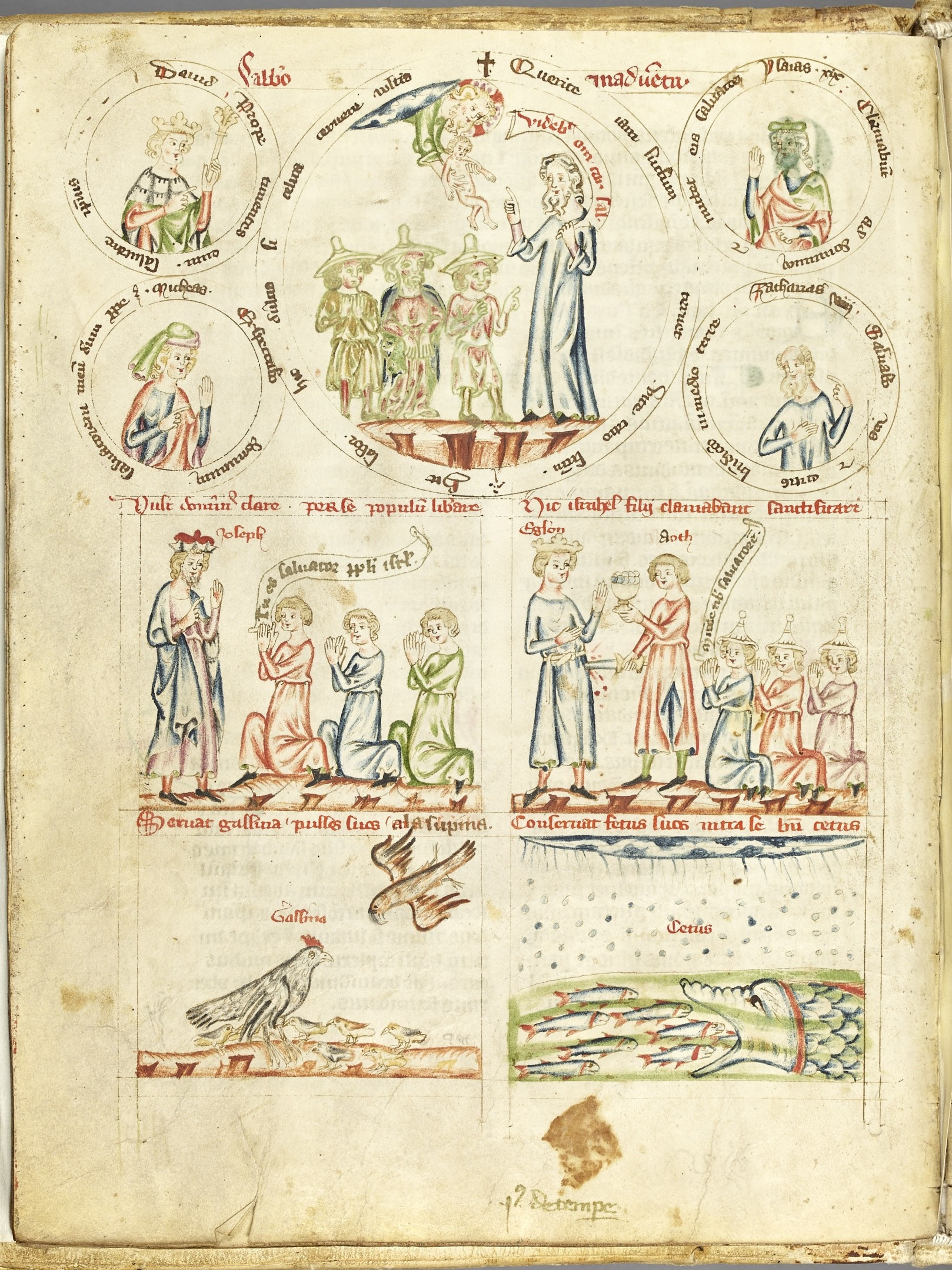
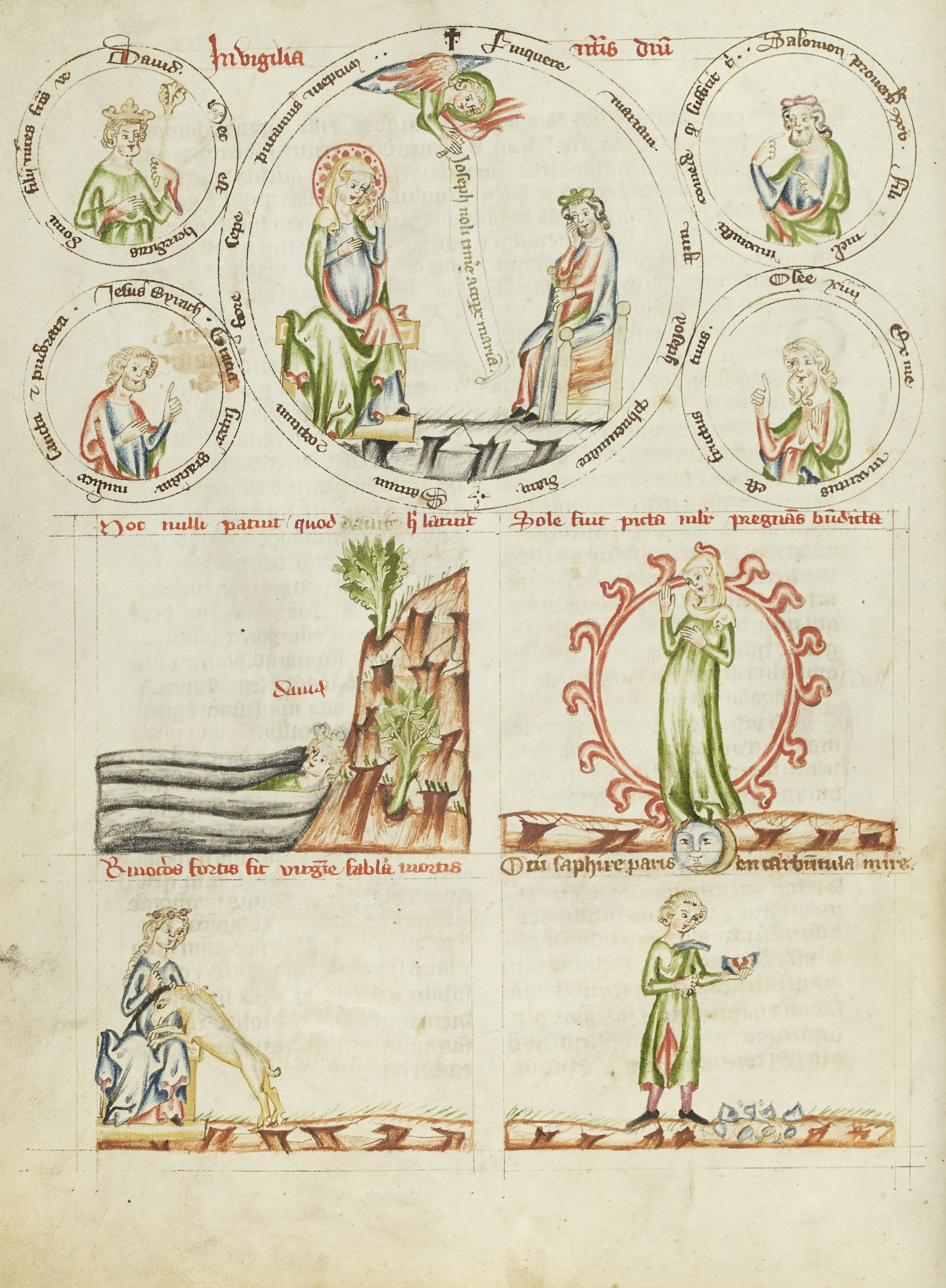
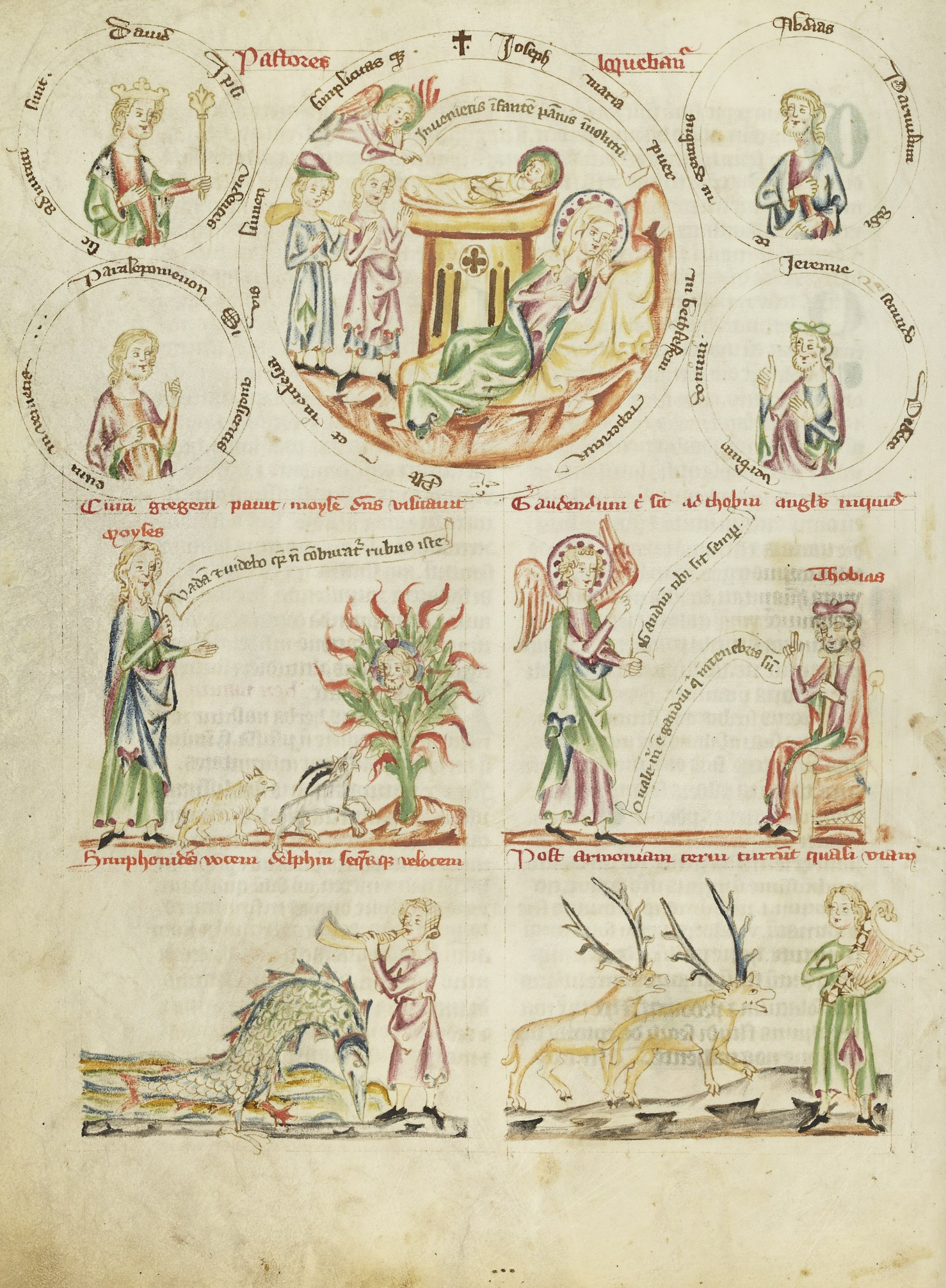
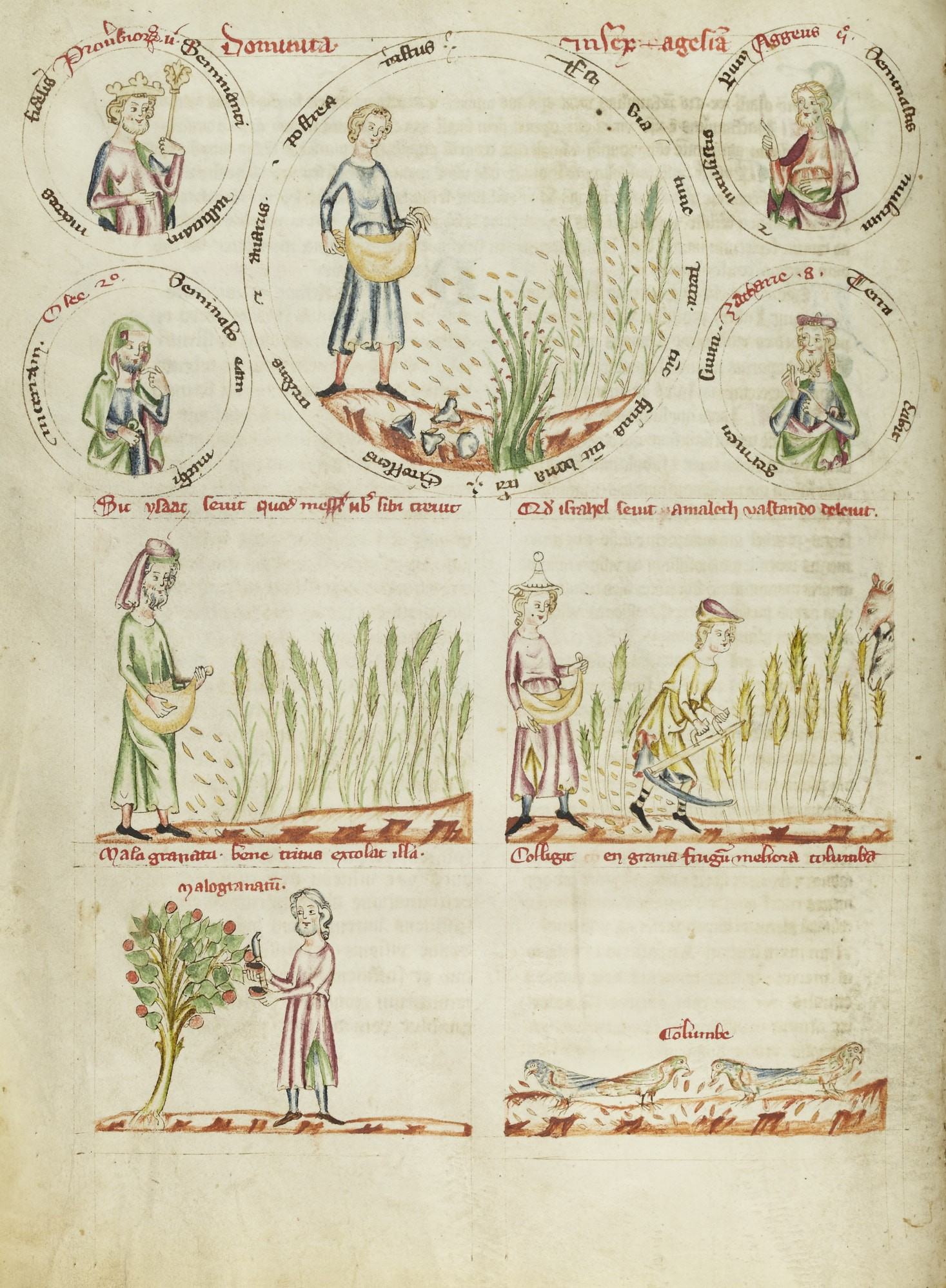
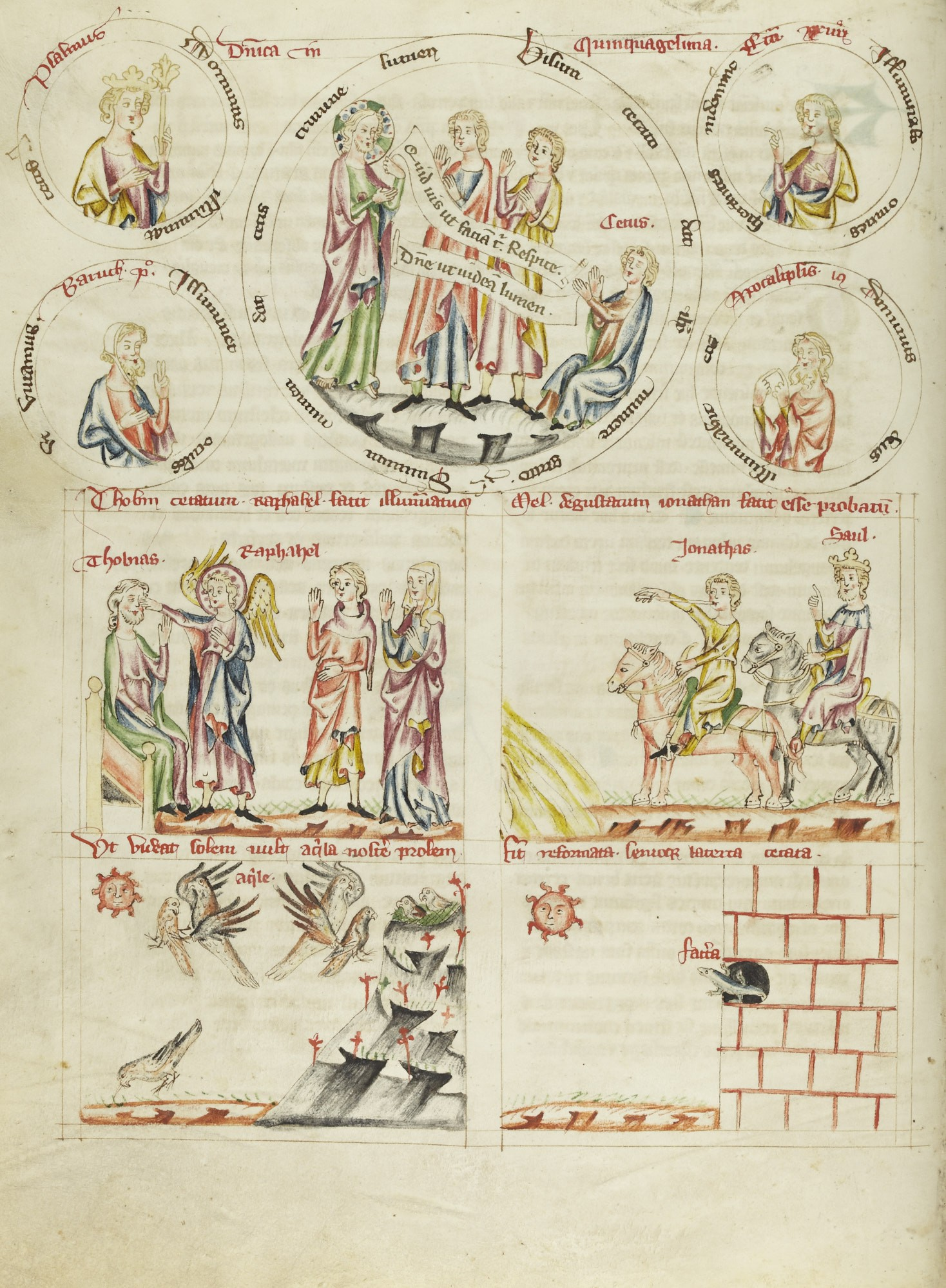
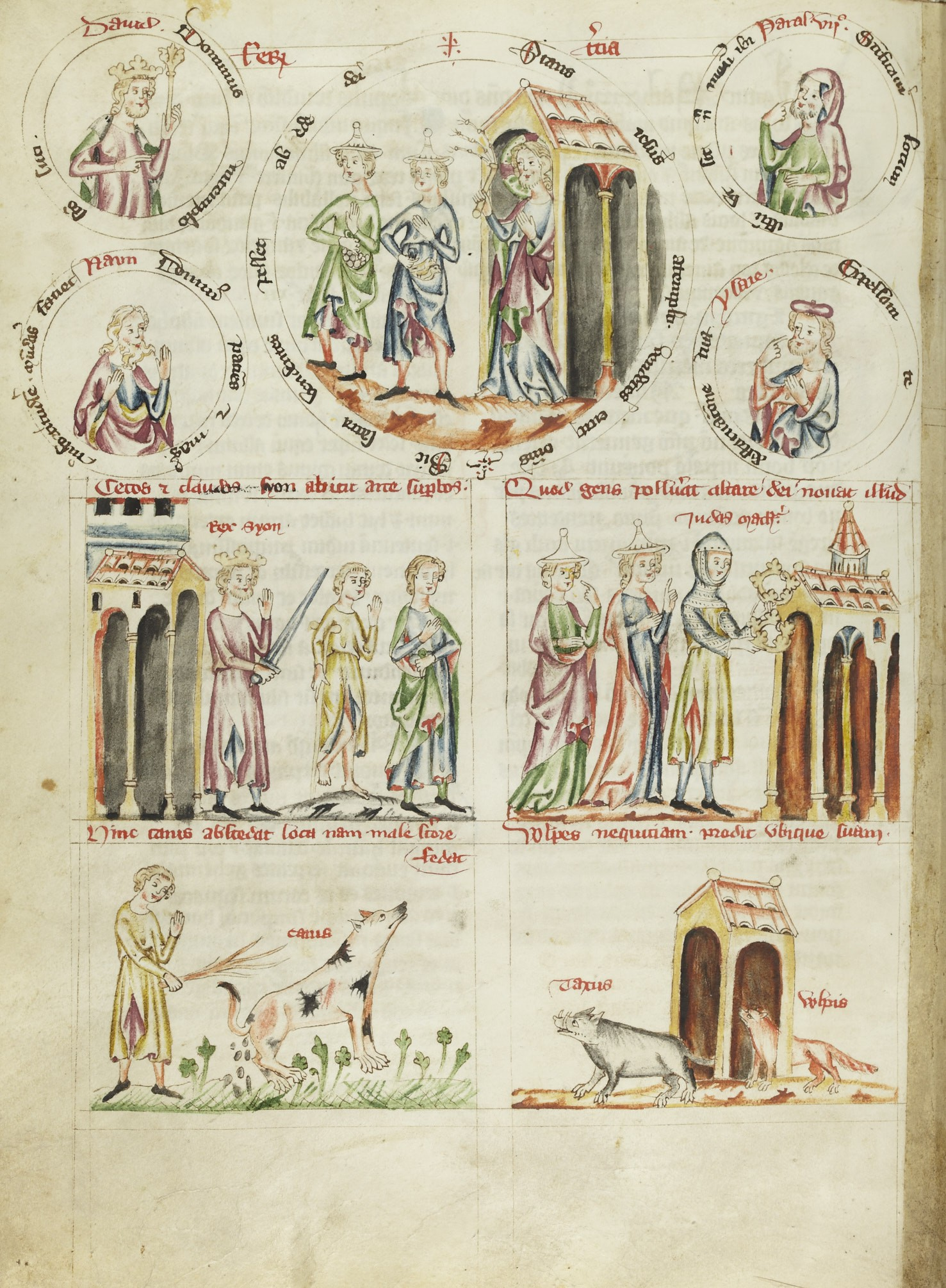

Illustrations du manuscrit de la BnF
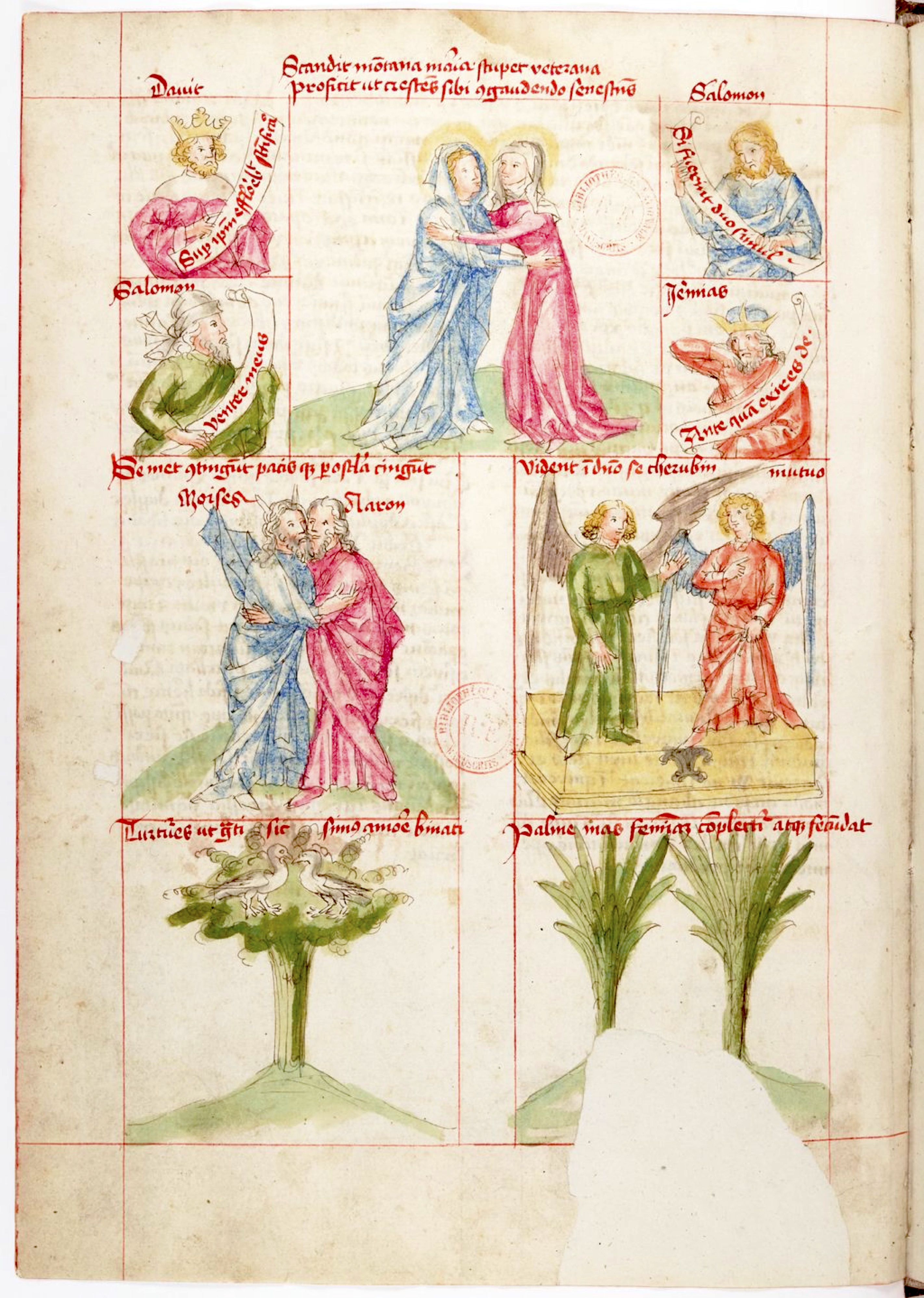
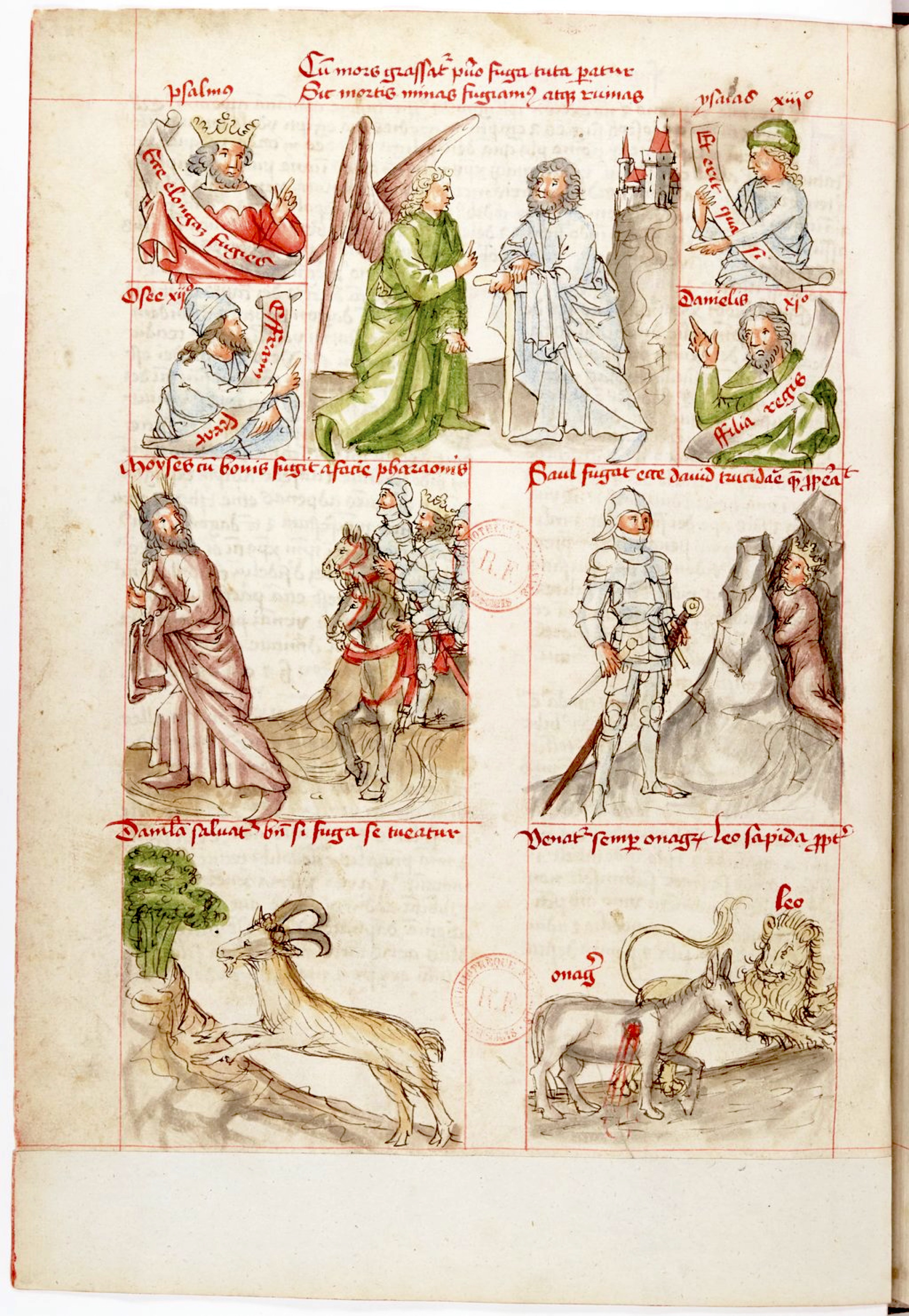
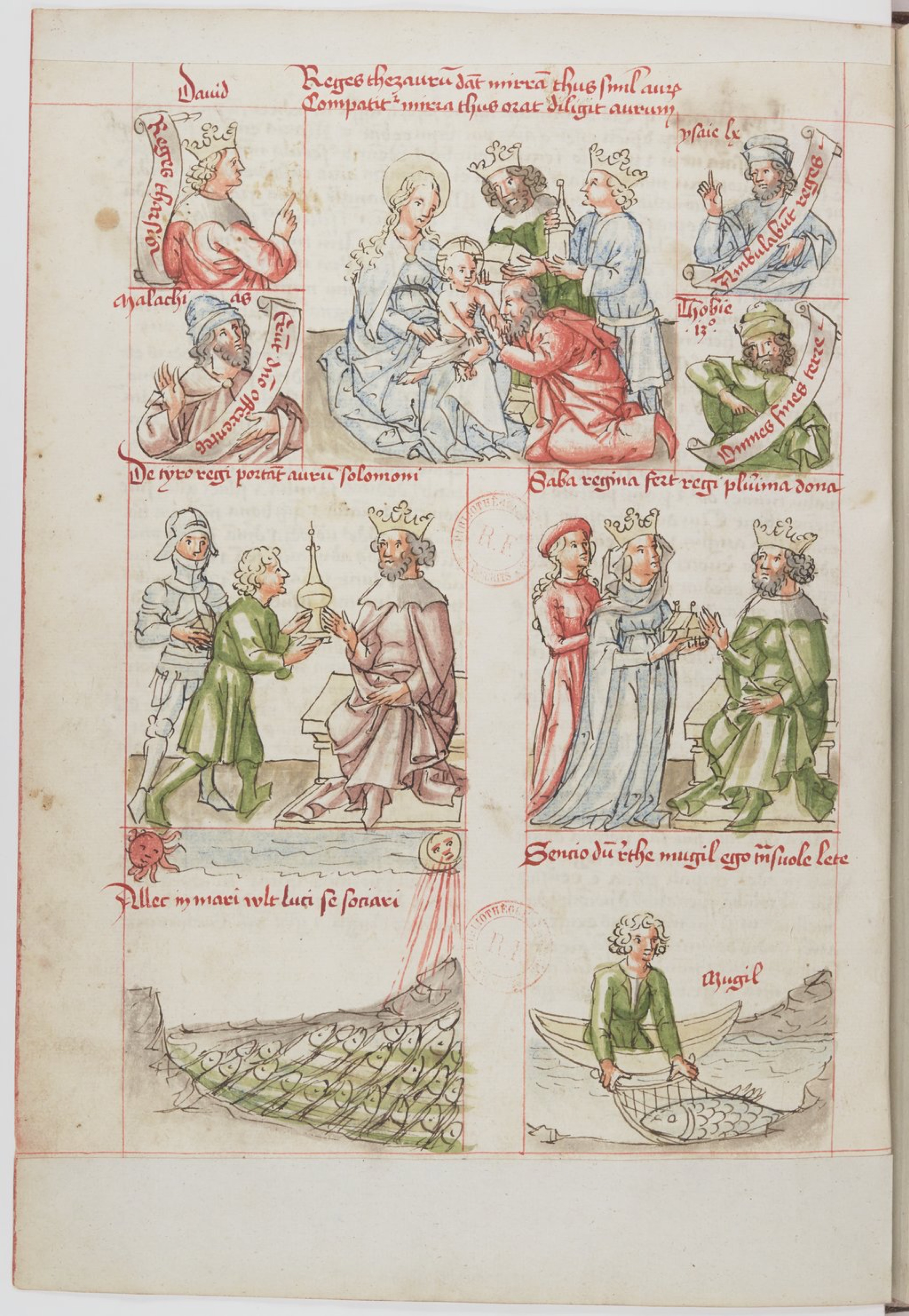
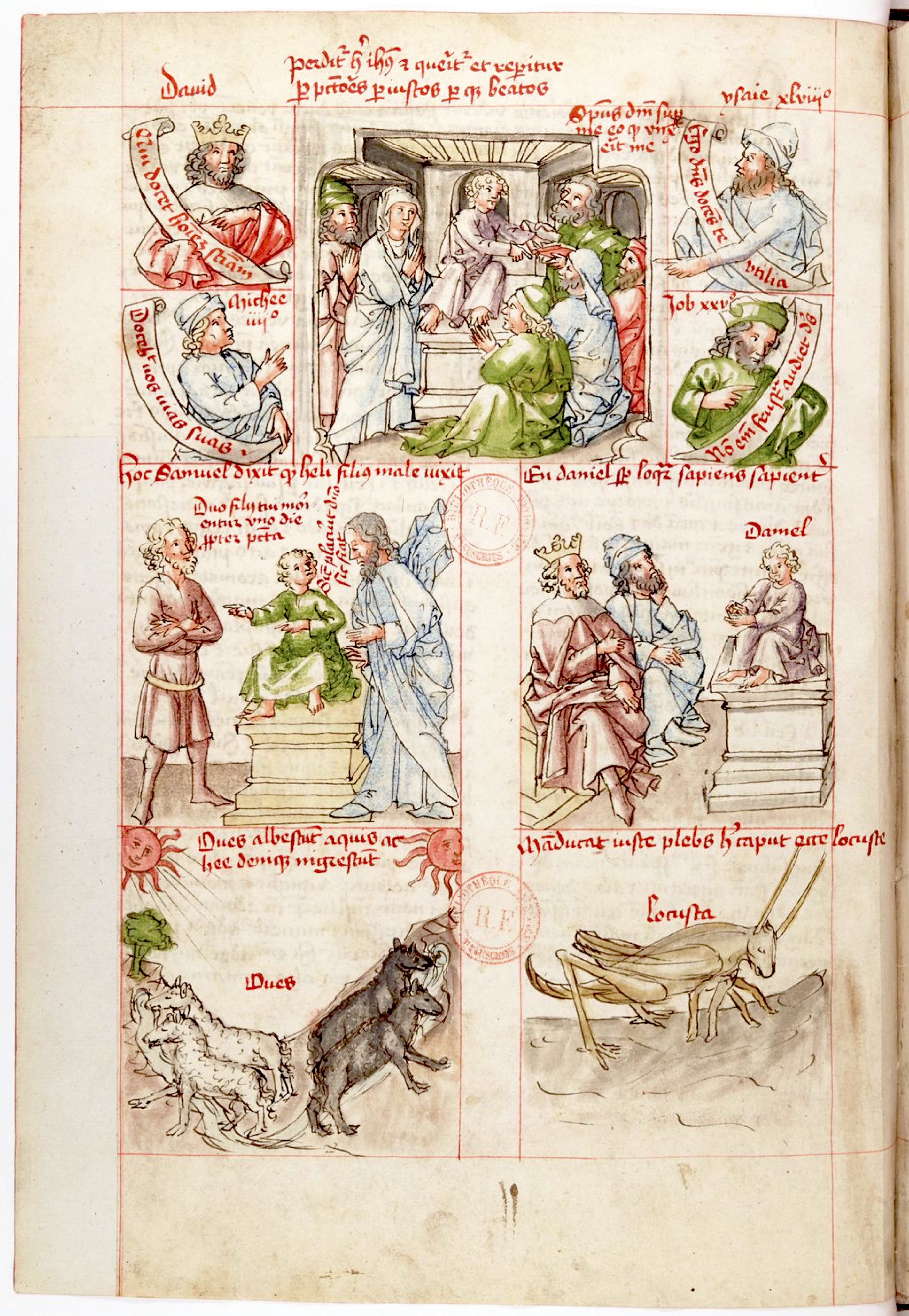
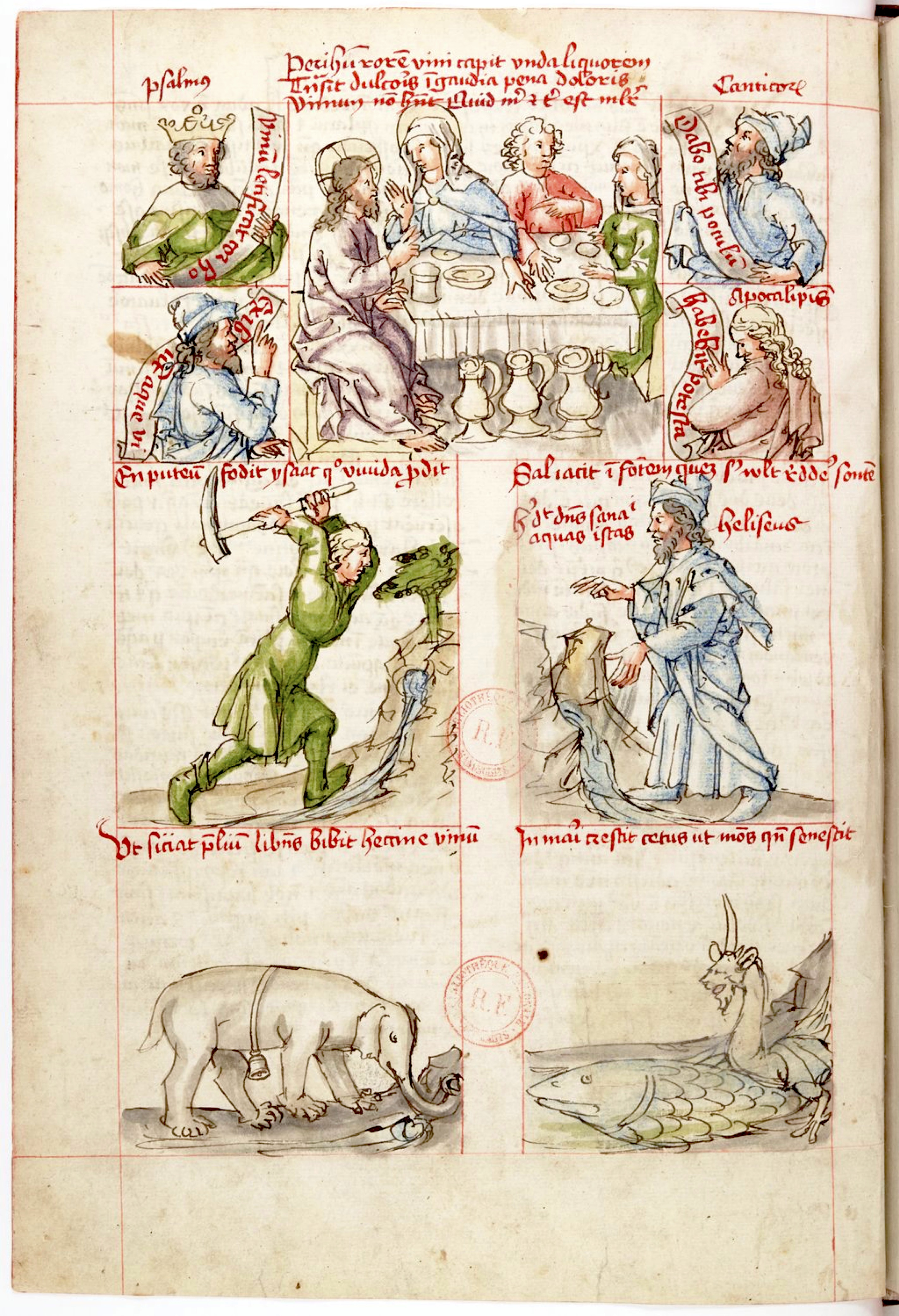
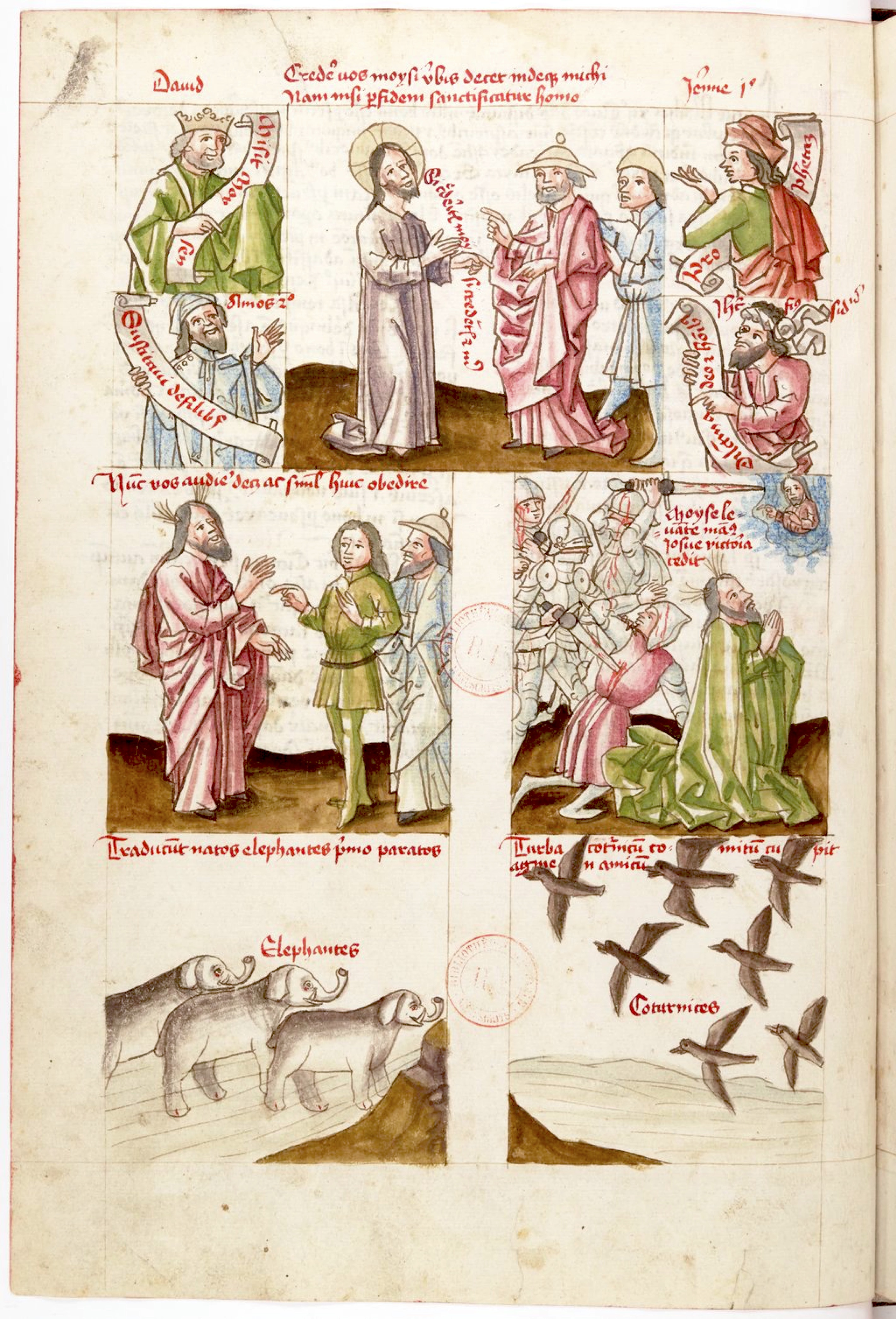